# Storia di Lodi

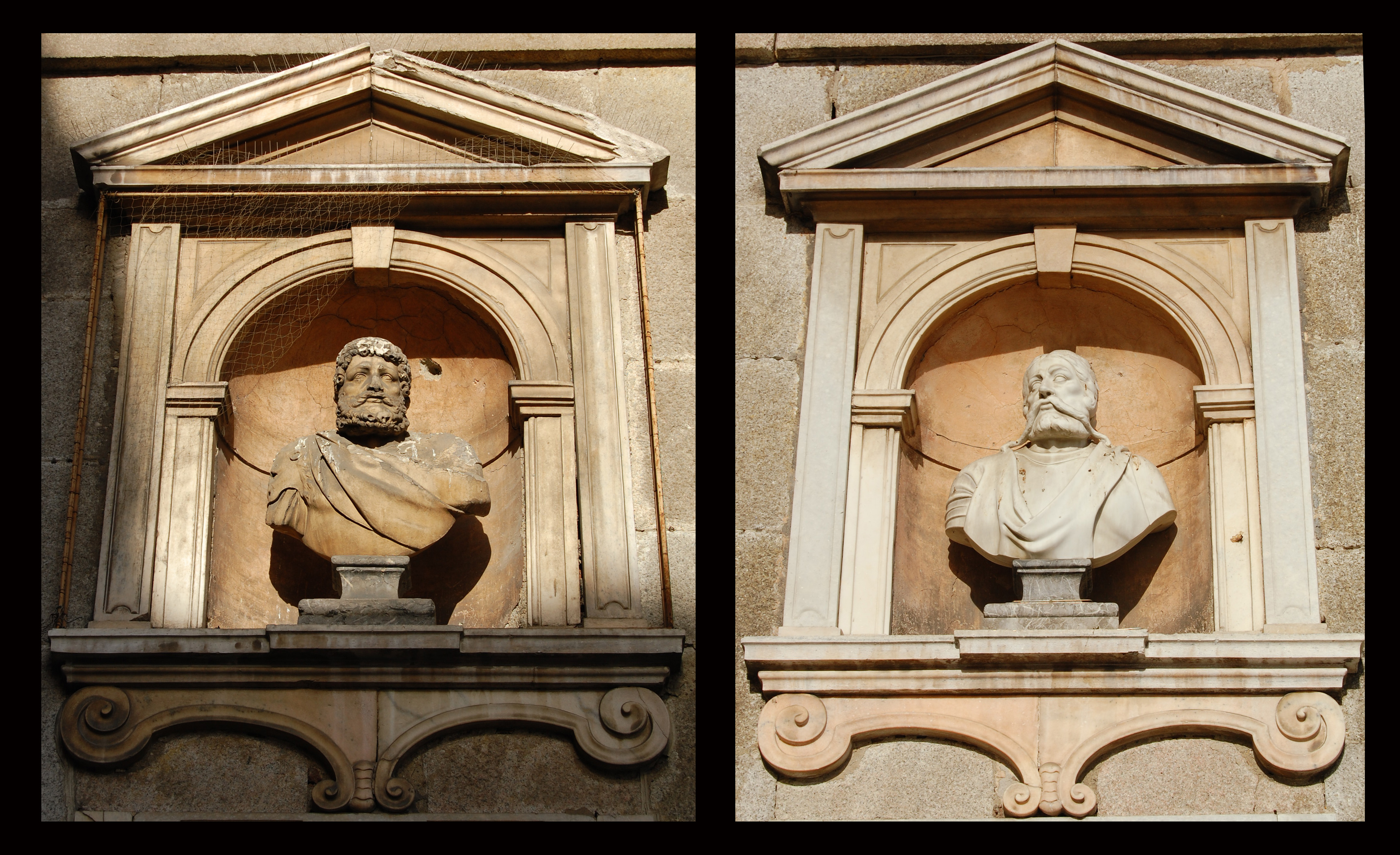
I busti di marmo collocati ai lati del palazzo municipale, raffiguranti i due padri fondatori della città: a sinistra Gneo Pompeo Strabone, a destra Federico Barbarossa

La storia di Lodi trae le sue origini dalle vicende legate all'antico borgo di Laus Pompeia, così chiamato a partire dall'89 a.C. in onore del console romano Gneo Pompeo Strabone.
L'insediamento fu fondato dai Celti Boi in un territorio abitato fin dal Neolitico dai primi agricoltori e allevatori nomadi; in epoche successive, la città divenne municipium romano (49 a.C.), sede vescovile (IV secolo) e infine – dopo essere passata sotto il controllo dei Longobardi e dei Franchi – libero comune (XI secolo). Nel Medioevo, in virtù della sua posizione geografica privilegiata e dell'intraprendenza dei suoi abitanti, la borgata insidiò la supremazia commerciale e politica della vicina Milano; la tensione fra i due comuni sfociò in un aspro conflitto armato, nel corso del quale le milizie ambrosiane distrussero Laus per due volte.
La città fu rifondata per iniziativa dell'imperatore Federico Barbarossa il 3 agosto 1158, giorno ricordato quale data di nascita della nuova Lodi. Grazie alle signorie e alla protezione degli imperatori, il comune rimase indipendente sino al 1335, allorché cadde sotto il dominio dei Visconti diventando uno dei maggiori centri del Ducato di Milano. A metà del XV secolo ospitò le importanti trattative fra gli Stati preunitari italiani che condussero alla pace di Lodi (9 aprile 1454); nei decenni seguenti – in virtù dei contributi di numerosi artisti e intellettuali – visse una stagione di grande splendore culturale.
Tra la fine del Cinquecento e la metà dell'Ottocento, i lodigiani subirono le occupazioni straniere: il periodo spagnolo fu una fase di decadenza, durante la quale l'abitato fu trasformato in una fortezza; sotto la dominazione austriaca, invece, la città conobbe un'epoca di decisa espansione economica e di rinnovamento urbanistico; la battaglia del ponte di Lodi (10 maggio 1796) aprì la parentesi del ventennio napoleonico.
I decenni successivi all'unità d'Italia videro la nascita delle prime fabbriche nonché una rifioritura della vita culturale e dell'attivismo civile. I lodigiani giocarono un ruolo importante anche durante la Resistenza. Dal 6 marzo 1992, la città è capoluogo di una provincia italiana.

## Laus Pompeia

### Le origini

Distribuzione geografica approssimativa delle antiche popolazioni celtiche della Gallia Cisalpina: benché il territorio corrispondente alla Lombardia contemporanea fosse verosimilmente abitato dagli Insubri, lo scrittore romano Plinio il Vecchio sostiene che l'insediamento di Laus fu fondato dai Boi

Con ogni probabilità il territorio lodigiano era occupato sin dal Neolitico da popoli nomadi di agricoltori e allevatori. Come testimoniato dai ritrovamenti archeologici, i primi insediamenti stabili – ricompresi all'interno di un triangolo avente vertici coincidenti con gli abitati moderni di Gugnano, Lodi Vecchio e Montanaso Lombardo – risalgono all'età del ferro e si devono verosimilmente allo stanziamento di alcune tribù di Liguri; il reperto più antico, conservato presso il Museo civico di Lodi, è un anello di bronzo recante un'incisione che raffigura sei oche. Il villaggio principale, che in un'epoca posteriore avrebbe assunto la denominazione di Laus, si trovava in corrispondenza di Lodi Vecchio, circa 7 km a ovest rispetto al luogo in cui sorge la città di Lodi; nel terzo libro della Naturalis historia, Plinio il Vecchio afferma espressamente che il borgo fu fondato dai Celti Boi, sebbene storicamente quell'area fu sempre controllata dagli Insubri. Il toponimo gallico dell'insediamento non ci è stato tramandato con precisione, il che rende proibitivo ricostruire l'esatta etimologia del nome "Laus".
Secondo quanto riferisce lo storico greco Polibio, i Romani giunsero nella Pianura Padana fra il 223 e il 222 a.C., anni in cui i consoli (Publio Furio Filo e Gaio Flaminio Nepote prima, Marco Claudio Marcello e Gneo Cornelio Scipione poi) attaccarono e sconfissero gli Insubri. Questa prima occupazione ebbe breve durata, dal momento che i Celti – profittando della discesa di Annibale – riconquistarono l'indipendenza e la mantennero per oltre vent'anni. Solo nel 195 a.C. la resistenza degli Insubri fu definitivamente sopraffatta: da allora sino al 49 a.C., Laus fece parte della provincia romana della Gallia Cisalpina. Frattanto nell'89 a.C. il borgo era stato ribattezzato "Laus Pompeia" in segno di riconoscenza nei confronti del console Gneo Pompeo Strabone, che proprio quell'anno aveva promosso la Lex Pompeia de Transpadanis, concedendo il diritto latino – ovvero uno status intermedio fra la piena cittadinanza e la condizione di suddito – agli abitanti delle comunità situate a nord del Po. Il provvedimento di Strabone aveva determinato una trasformazione radicale non solo dal punto di vista giuridico, ma soprattutto sotto il profilo culturale e urbanistico: il latino fu adottato come lingua ufficiale e l'insediamento fu riedificato in forma approssimativamente rettangolare, sul modello del castrum. Quarant'anni più tardi, i laudensi divennero cives romani a tutti gli effetti: Laus Pompeia acquistò contestualmente il rango di municipio, governato in autonomia da un quadrumvirato e da un consiglio cittadino, ambedue elettivi.

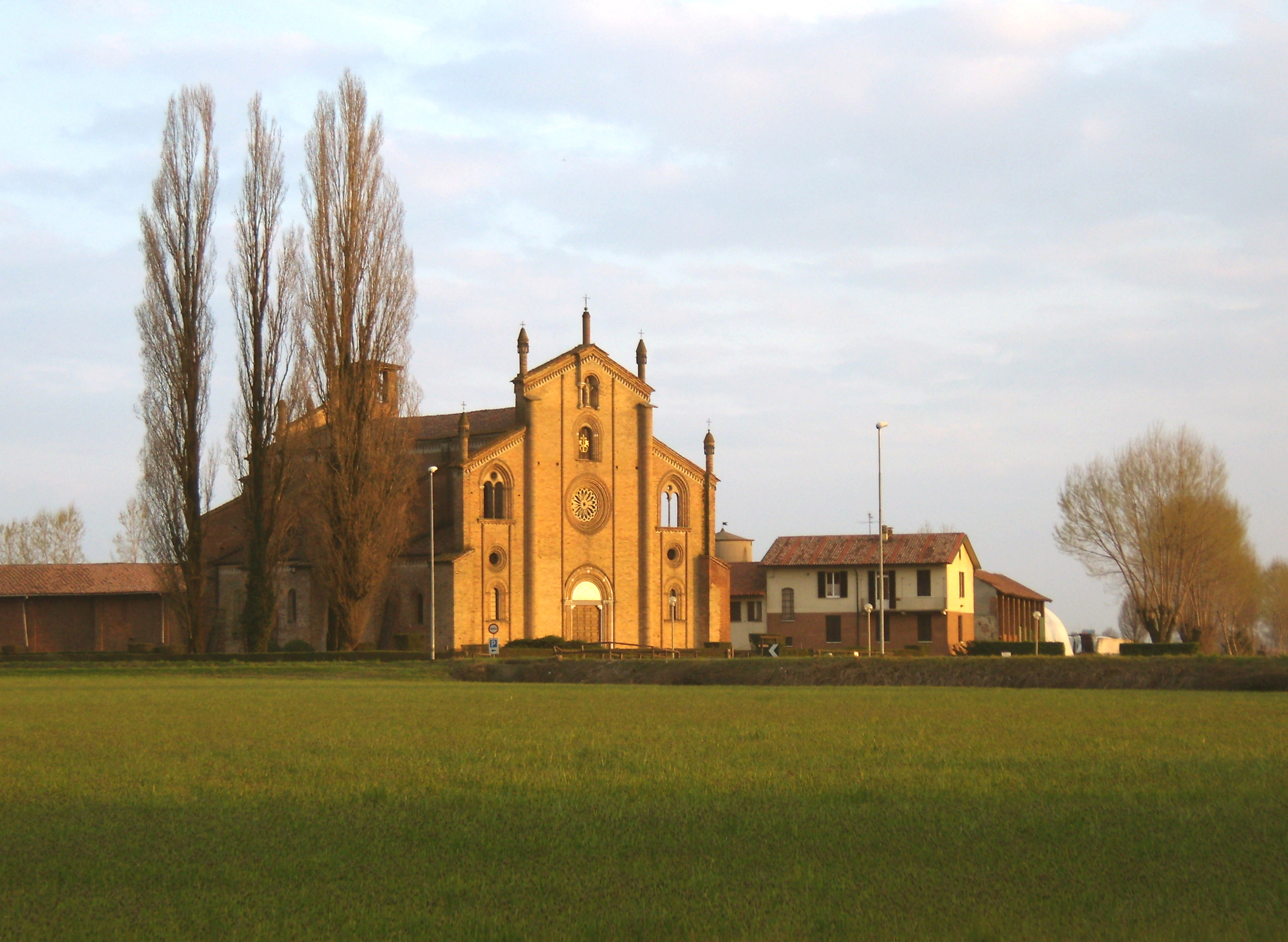
La basilica dei XII Apostoli, chiesa madre della comunità cristiana di Laus Pompeia, fu edificata nel IV secolo e rimaneggiata in epoche successive

Il Museo civico di Lodi custodisce un frammento di marmo nero, risalente al I secolo d.C., sul quale campeggia l'epigrafe: «Tiberio Cesare Augusto, figlio di Augusto, e Druso Cesare, figlio di Augusto, fecero costruire questa porta»; doveva quindi esistere una cinta muraria. Com'era prerogativa di ogni città romana, erano presenti anche il foro, la basilica civile, il mercato coperto, il teatro e le terme. Laus divenne rapidamente un fiorente polo agricolo, artigianale e commerciale, grazie soprattutto alla sua privilegiata collocazione geografica: il borgo era situato infatti nella parte centrale della Pianura Padana, sulla confluenza delle strade che da Placentia (Piacenza) e da Acerrae (Pizzighettone) conducevano a Mediolanum (Milano), nonché nel punto di intersezione di queste con la via che da Ticinum (Pavia) risaliva fino a Brixia (Brescia). Il primo artigiano laudense di cui esista testimonianza, specializzato nella produzione di ceramiche, si chiamava Lucio Acilio.
Il culto più praticato sul territorio – accanto alla venerazione per Maia, Mefite e Mercurio – era quello di Ercole, che nella tarda romanità assurse a simbolo del potere dello Stato e della civiltà che prevale sulla barbarie; invero questa cospicua diffusione fu verosimilmente dovuta all'identificazione con una precedente divinità celtica, Ogmios. Il tempio dedicato a Ercole sorgeva fuori città, sulla riva destra dell'Adda, dove a Lodi Nuova si trova la chiesa di Santa Maria Maddalena. Come in ogni altro luogo dell'Impero romano, era vivissimo anche il culto dei defunti. La presenza di una comunità cristiana a Laus – dove nel 303 furono martirizzati i soldati berberi Vittore il Moro, Nabore e Felice –  è attestata sin dal III secolo, ma l'istituzione della diocesi avvenne solo con san Bassiano fra il 373 e il 374. Un'epistola di sant'Ambrogio riporta che nel novembre 387 Bassiano invitò il vescovo Felice di Como e il medesimo Ambrogio alla cerimonia di consacrazione della basilica dei XII Apostoli, una delle chiese più antiche della Lombardia, situata nel suburbio di Laus Pompeia.

### Le invasioni barbariche e l'alto Medioevo
Le invasioni barbariche – che avevano interessato il territorio laudense già nel 271, con la calata di Iutungi e Alemanni – ripresero con maggior vigore agli inizi del V secolo, sicché si decise – per maggior sicurezza – di trasferire la sede episcopale all'interno delle mura: il sito prescelto per la nuova cattedrale di Santa Maria fu il lato sud dell'antico foro, dove oltre 1 400 cristiani erano stati uccisi ai tempi delle persecuzioni di Diocleziano e Massimiano.

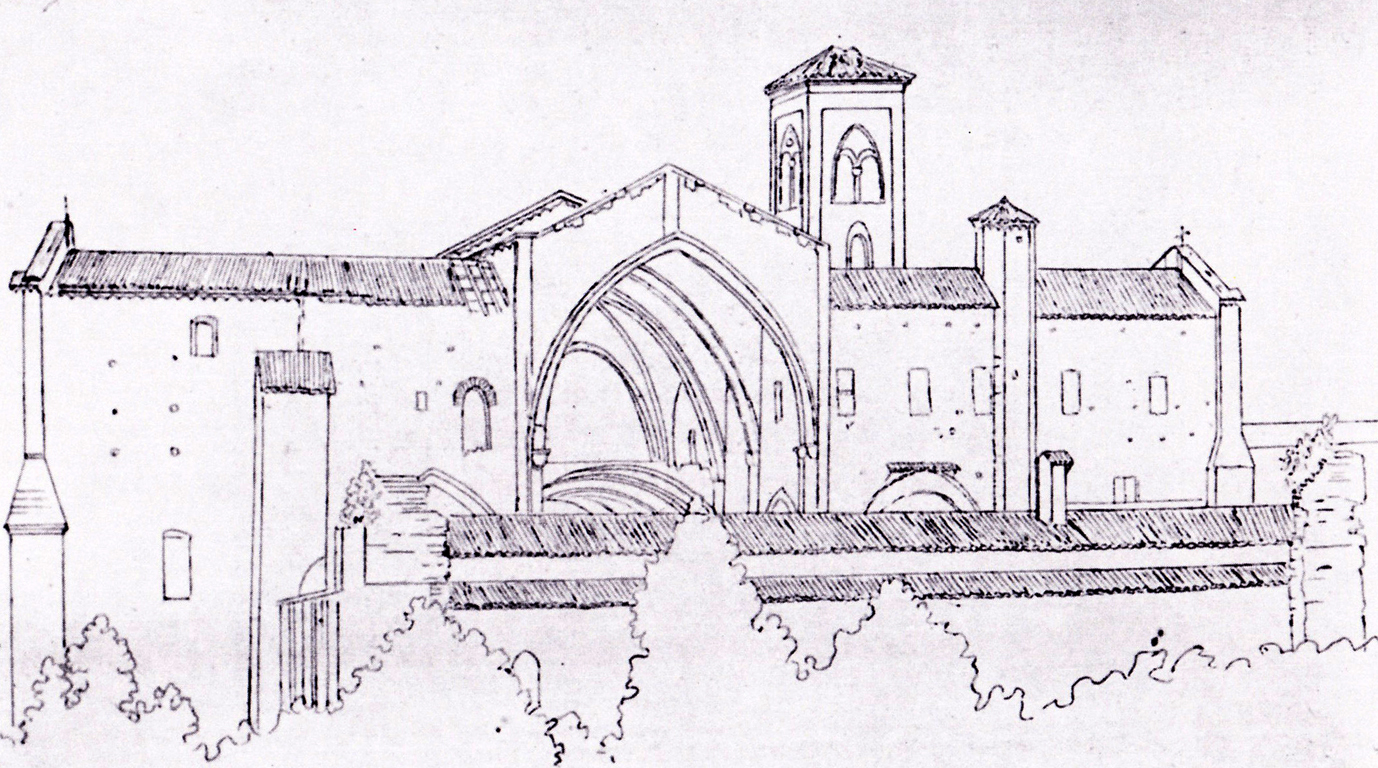
Disegno ottocentesco raffigurante la cattedrale di Santa Maria, costruita nel V secolo e demolita nel XIX secolo

Il 18 novembre 401 i Visigoti di Alarico I valicarono le Alpi, puntando sulla Pianura Padana e seminando devastazione nelle campagne sguarnite; nel febbraio seguente le strade presso Laus erano impraticabili, tanto che il senatore Quinto Aurelio Simmaco – per recarsi a Mediolanum a incontrare l'imperatore Onorio – una volta giunto a Piacenza dovette passare per Pavia. Nel 452 gli Unni di Attila penetrarono in Italia, attaccando Milano e colpendo duramente Laus Pompeia; i lodigiani furono inoltre coinvolti dagli scontri fra Flavio Oreste e Odoacre, re degli Eruli, nonché fra quest'ultimo e Teodorico il Grande, re dei Goti. Anche la guerra gotica del VI secolo, combattuta dagli Ostrogoti contro l'imperatore bizantino Giustiniano I, inflisse danni ingenti alla città. In seguito fu la volta dei Longobardi, che irruppero in Italia settentrionale nel 568 e conquistarono Milano l'anno successivo, ma assediarono e occuparono Laus soltanto nel 575, dopo la resa di Pavia; con ogni probabilità i laudensi capitolarono a causa di un arretramento volontario del fronte, dovuto al fatto che l'abitato era ormai considerato indifendibile.
Sebbene le paludi – presenti sul territorio fin dalla preistoria – fossero ancora estremamente diffuse, soprattutto a est della città, in quell'epoca si verificarono un'estensione e una razionalizzazione delle colture (vigneti, prati, cerreti, castagneti e perfino oliveti). Inoltre, a dispetto della protratta fase di declino, iniziarono a svilupparsi le prime attività commerciali su larga scala: in un decreto emanato dal sovrano longobardo Liutprando, risalente al 715, si legge infatti che i traffici da e per l'Adriatico erano garantiti a Laus da due porti fluviali, posti rispettivamente alla confluenza del Lambro e dell'Adda nel Po.
Nel 774 iniziò la lunga dominazione dei Franchi, durante la quale la città fu elevata a capoluogo di un comitatus, ossia di una circoscrizione amministrativa dell'Impero carolingio. Tra la fine del IX secolo e il principio di quello successivo, nel corso della cosiddetta "anarchia feudale", ebbero luogo due incursioni dei Magiari a cui seguì un periodo di quiete, grazie agli accordi stretti con loro dal re Berengario; queste nuove scorribande instillarono tuttavia un sentimento di paura collettiva, che indusse una parte della popolazione a rifugiarsi all'interno di alcuni castelli costruiti a sud del borgo. Il 24 novembre 975, con un diploma dell'imperatore Ottone II di Sassonia, il vescovo Andrea ottenne il riconoscimento del potere temporale sulla città e sul territorio circostante entro un raggio di sette miglia, diventando quindi il primo vescovo-conte di Laus: il sovrano cedette ad Andrea i possessi terrieri, le famiglie di servi della gleba, la gestione dei mercati e i proventi delle tasse; tali prerogative furono ampliate nel luglio 981 con un secondo provvedimento, che affidò alla diocesi anche l'amministrazione della giustizia. La figura del vescovo Andrea fu cruciale per la storia della comunità lodigiana nel Medioevo, giacché egli pose le basi per la futura autonomia cittadina in forma di vassallaggio diretto al monarca, nell'ambito del sistema feudale.

### Il conflitto con Milano

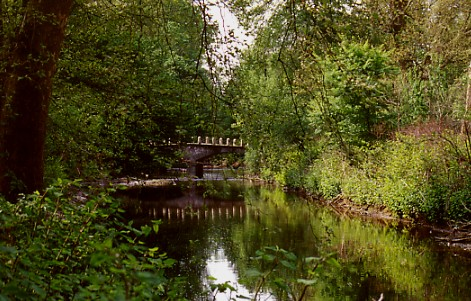
Uno scorcio del fiume Lambro; la disputa intorno al controllo dei commerci sul corso d'acqua rappresentò una delle principali cause scatenanti del conflitto fra laudensi e milanesi

Agli inizi dell'XI secolo, Laus costituiva uno dei maggiori ostacoli all'espansione politica ed economica di Milano, avviata a trasformarsi in un centro mercantile di levatura europea: i laudensi detenevano infatti il controllo pressoché esclusivo dei traffici commerciali attraverso i fiumi del territorio, segnatamente il Lambro, richiedendo dei pedaggi alle imbarcazioni che risalivano i corsi d'acqua.
In tale contesto si inserì l'operato dell'arcivescovo di Milano Ariberto da Intimiano, che incarnava pienamente lo spirito imperialistico dell'epoca: quando nel 1027 morì il vescovo lodigiano Notker, successore di Andrea, egli si avvalse di una facoltà concessagli dal sovrano Corrado II il Salico e impose al clero di Laus la nomina episcopale di Ambrogio II di Arluno, un canonico che avrebbe agito come suo leale valvassore. Ritenendo che tale disposizione fosse un'indebita ingerenza nei propri affari, i laudensi si opposero con fermezza e impedirono l'ingresso in città del vescovo designato; Ariberto a sua volta non desistette e raccolse intorno a sé un esercito, occupando militarmente le campagne di Laus e cingendo d'assedio il borgo. Consapevoli di avere scarse possibilità di resistere, i cittadini firmarono infine un accordo di pace, pronunciarono un giuramento di fedeltà all'arcivescovo e accettarono l'elezione di Ambrogio II, che rimase in carica fino al 1051.
I decenni successivi videro il divampare di tumulti, sempre seguiti da razzie e devastazioni, in tutti i territori assoggettati ai milanesi. Questo continuo stato di tensione sfociò nello scoppio di una guerra fra Laus e Milano: il conflitto ebbe inizio nel 1107, allorché i laudensi allontanarono il vescovo Arderico da Vignate, accusato di un atteggiamento troppo subalterno nei confronti dell'arcidiocesi presieduta da Pietro Grossolano. Nel frattempo, su iniziativa dell'emergente borghesia mercantile, Laus era diventata un libero comune, amministrato da un collegio elettivo formato da sei consoli e rinnovato a cadenza annuale; l'arengo, sede del governo municipale, si trovava a poca distanza dalla basilica dei XII Apostoli. Malgrado avessero stretto alleanza con Pavia e Cremona, anch'esse rivali di Milano, i lodigiani apparivano destinati a soccombere dinanzi alla superiore potenza militare della città ambrosiana, anche perché l'unico dispositivo difensivo era rappresentato dalle antiche mura romane, risalenti al I secolo d.C. e dunque ormai obsolete; inoltre il centro abitato si era progressivamente esteso oltre la cerchia con una serie di sobborghi, attorno ai quali era stato scavato un semplice fossato. La capitolazione di Laus fu ritardata solo da Enrico V di Franconia che, tra la fine del 1110 e l'inizio dell'anno successivo, scese in Italia per farsi incoronare imperatore da papa Pasquale II, intimando la sospensione delle ostilità; il 24 maggio 1111 – mentre il sovrano era in viaggio fra Verona e il passo del Brennero, sulla via del ritorno in Germania – i milanesi decisero di attaccare la città e la distrussero: dapprima vennero abbattute le mura, quindi le abitazioni furono saccheggiate e incendiate.
Le condizioni di pace imposte ai laudensi prevedevano il divieto di ricostruire gli edifici danneggiati e il giuramento di «sudditanza perpetua» ai vincitori; un'ulteriore clausola disponeva la soppressione del mercato settimanale del martedì, uno dei più importanti dell'intera Lombardia, che costituiva una cospicua fonte di guadagno per i cittadini. In quegli anni i lodigiani dovettero sottostare a Milano senza alcuna forma di autonomia, come dimostra il fatto che furono obbligati a inviare un contingente di duecento fanti in occasione dell'assedio di Como del 1126. Nondimeno Laus riuscì in parte a risollevarsi: il cronista Ottone Morena – testimone oculare degli avvenimenti – racconta che la popolazione superstite abbandonò le case distrutte e «cominciò ad abitare in sei borgate nuove». La basilica e la cattedrale di Santa Maria, risparmiate dalla devastazione, continuarono ad accogliere i laudensi; al contempo si verificò una lentissima ripresa dell'agricoltura.

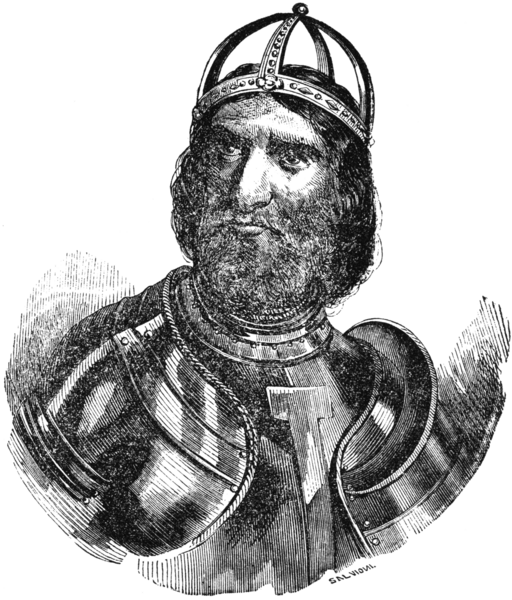
Ritratto di Federico Barbarossa, imperatore del Sacro Romano Impero dal 1152 al 1190

Nel marzo del 1153, poco dopo la sua elezione, l'imperatore Federico Barbarossa convocò una dieta a Costanza per affrontare anche le questioni legate alla politica italiana; Albernando Alamanno e Omobono Maestro, due commercianti lodigiani, chiesero udienza al monarca e si presentarono al suo cospetto in abito da penitenti, protestando per il torto subìto a opera dei milanesi. Il sovrano prestò loro ascolto e decise di indirizzare alle autorità ambrosiane una lettera di reprimenda, che egli affidò al missus dominicus Sicherio; quest'ultimo – ignorando le resistenze manifestate dagli stessi laudensi, che temevano pesanti ritorsioni da parte della città rivale – recapitò la missiva imperiale ai consoli di Milano, i quali tuttavia lo coprirono di minacce e lo costrinsero a fuggire. L'anno seguente, trovandosi in Italia per la cerimonia d'incoronazione, il Barbarossa indisse una dieta a Roncaglia, dove arrivò il 30 novembre 1154: in questa circostanza, Federico ricevette le rimostranze dei delegati lodigiani, pavesi e comaschi nei confronti dell'operato dei milanesi, i quali a propria volta offrirono al monarca un'ingente somma di denaro pur di ottenere la sua approvazione, salvaguardando così la loro egemonia sugli altri comuni lombardi. L'imperatore rifiutò la proposta dei consoli ambrosiani, ordinando loro di «sottomettersi tutti a lui, senza condizione alcuna», mentre agli abitanti di Laus fu concessa la riapertura del mercato, il che giovò all'economia locale.
I milanesi dovettero quindi aspettare che il sovrano tornasse in Germania per colpire i loro principali nemici separatamente: dapprima Cremona (estate 1157), poi Pavia (inverno 1157-1158) e infine ancora Laus (primavera 1158). In particolare, la rappresaglia contro i laudensi fu oltremodo severa: le tasse furono notevolmente inasprite, alcuni beni furono confiscati e fu istituito il divieto di allontanarsi dal borgo nonché di vendere le terre possedute da meno di sessant'anni, affinché nessuno cercasse di sottrarsi al controllo di Milano; inoltre a tutti i cittadini maschi fu imposto di rinnegare la fedeltà all'imperatore e di giurare completa obbedienza alle autorità ambrosiane, pena il definitivo annientamento della comunità. I tentativi di mediazione del vescovo Lanfranco e di papa Adriano IV non furono ascoltati: di fronte al diniego dei lodigiani, il 23 aprile 1158 le milizie milanesi raggiunsero Laus, vi entrarono e la saccheggiarono, sotto gli occhi degli abitanti che non opposero alcuna resistenza; nell'arco di tre giorni le coltivazioni furono devastate, gli alberi vennero abbattuti e la città fu interamente rasa al suolo. I profughi si diressero soprattutto verso Pizzighettone e Cremona, dove trovarono accoglienza.

## La fondazione di Lodi Nuova
Federico Barbarossa si ripresentò in Italia l'8 giugno 1158: accampatosi presso Melegnano, ricevette una processione di esuli lodigiani che chiedevano giustizia. Nell'ottica di ridimensionare la supremazia di Milano, da lui giudicata pericolosa, il sovrano promosse in prima persona la ricostruzione della città, che egli stesso rifondò il successivo 3 agosto in una posizione più appropriata dal punto di vista strategico: il sito prescelto non fu infatti quello delle rovine di Laus Pompeia, bensì il monte Guzzone (o colle Eghezzone), una modesta altura di forma trapezoidale ubicata sulla riva destra dell'Adda, non lontana dal punto in cui già sorgevano un ponte detto "del Fanzago" e uno dei porti fluviali gestiti dai laudensi.

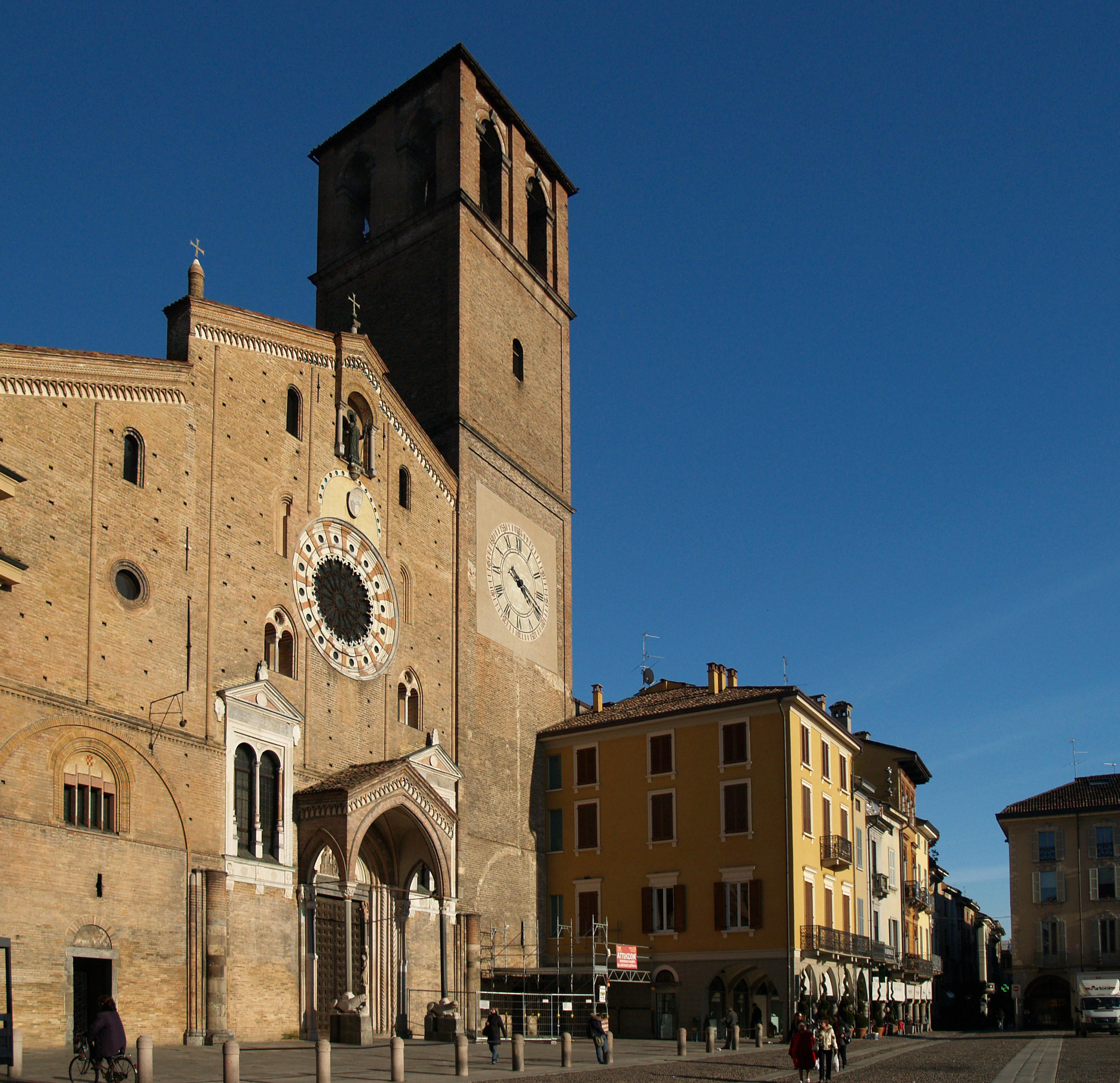
Il Duomo è il monumento più antico di Lodi: la sua costruzione fu infatti simbolicamente intrapresa il 3 agosto 1158, nel giorno stesso della fondazione della città

Il cronista Ottone Morena descrive in questi termini la fondazione del nuovo insediamento:
Tre mesi più tardi – in occasione della seconda dieta di Roncaglia – il sovrano promulgò la Constitutio de regalibus, con la quale formalizzò le prerogative dell'autorità regia. Contestualmente il Barbarossa accordò ai laudensi eccezionali privilegi, fra cui la facoltà di costruire ponti su tutti i corsi d'acqua del territorio e di navigare per l'intera Lombardia con piena esenzione delle tasse; malgrado tali benefici, il borgo si sviluppò lentamente e con difficoltà. Dopo aver fatto erigere un sistema di fortificazioni intorno al centro abitato, il monarca stabilì a Lodi il proprio quartier generale, da dove condusse un'ampia offensiva militare contro i comuni più refrattari a piegarsi al suo dominio: l'assedio di Crema del 1159-1160 e l'assedio di Milano del 1161-1162 si conclusero entrambi con la vittoria delle truppe di Federico, che infine devastarono la città ambrosiana con la partecipazione di soldati lodigiani, cremonesi, pavesi, comaschi, sepriesi e novaresi.
Il Barbarossa si fermò di nuovo a Lodi nel novembre del 1163: in tale circostanza si svolse l'inaugurazione della cripta del Duomo, dove furono trasferite le reliquie del primo vescovo Bassiano, provenienti dalla basilica dei XII Apostoli. Durante la cerimonia, l'imperatore e la moglie Beatrice di Borgogna offrirono 35 libbre d'oro per i lavori di completamento della nuova chiesa cattedrale, la cui prima pietra era stata simbolicamente posata nel giorno stesso della fondazione della città.
Quando il sovrano rientrò in Germania, i suoi funzionari si resero responsabili di continue violenze e prevaricazioni in tutta l'Italia settentrionale, alimentando un crescente malcontento nei confronti dell'autorità imperiale; allo scopo di porre fine a tali soprusi e di tutelare i propri interessi, promuovendo al contempo la riedificazione di Milano, nel 1167 alcuni comuni costituirono la Lega Lombarda, un'alleanza politico-militare a cui i lodigiani – per gratitudine verso il loro fondatore – si rifiutarono di aderire. La città fu quindi cinta d'assedio dall'esercito della coalizione e costretta ad affiliarsi con la forza, «fatta salva la fedeltà all'imperatore»; fra le condizioni di resa, figurava l'impegno della Lega a costruire a proprie spese una nuova cerchia di mura spesse due braccia e alte dodici, vale a dire circa un metro per sei. Federico reagì mettendo al bando tutti i comuni ribelli con l'unica eccezione di Lodi, cui al contrario furono rinnovate le agevolazioni in ambito commerciale e tributario. Nel frattempo l'assenza del Barbarossa dall'Italia si protrasse per quasi sette anni, durante i quali la confederazione si allargò e si consolidò ulteriormente: nel 1173 gli stessi laudensi organizzarono e ospitarono un congresso a cui intervennero i delegati delle trentasei città alleate.

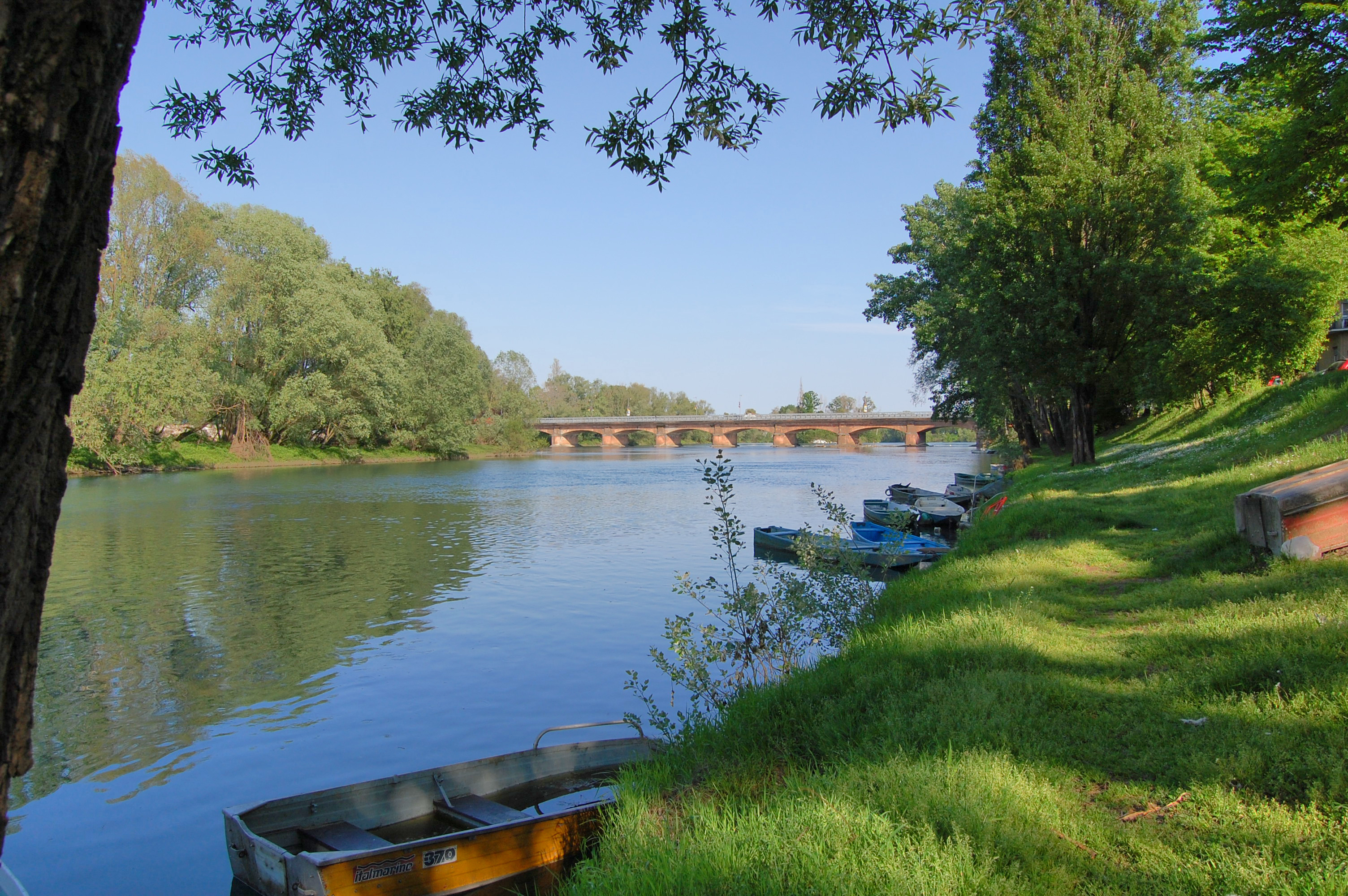
L'Adda presso Lodi

Il 29 maggio 1176 cinquanta fanti lodigiani presero parte alla decisiva battaglia di Legnano, dalla quale l'armata imperiale – indebolita dalla defezione di alcuni principi tedeschi – uscì pesantemente sconfitta; di conseguenza, come sancito dalla pace di Costanza, il monarca dovette concedere ai comuni un'autonomia pressoché totale, rinunciando definitivamente al proposito di assoggettare l'Italia del nord. Senza più la protezione del Barbarossa, Lodi fu chiamata a far fronte ad altri contrasti con Milano, che si esacerbarono quando il nuovo sovrano Enrico VI confermò ai laudensi l'esercizio delle prerogative di cui godevano da tempo. Lo scontro militare fra le due città riprese nel 1193 e si concluse cinque anni più tardi con la stipula di un patto di amicizia: Lodi cedette ai milanesi i diritti sulle acque del Lambro, ottenendo in cambio il riconoscimento della giurisdizione sul proprio territorio e l'esclusiva dei commerci sull'Adda.
Frattanto la forma di governo del comune aveva subìto una parziale evoluzione: il centro abitato era stato suddiviso in sei rioni denominati "vicinanze", ciascuno dei quali eleggeva due dei dodici consoli che amministravano la città; questi erano coadiuvati da una giunta detta "credenza" e da un consiglio composto dai rappresentanti dei "paratici", ossia le corporazioni delle arti e mestieri. A causa delle rivendicazioni della nascente borghesia artigiana, la vita politica di Lodi divenne sempre più animata, a tal punto che iniziarono a formarsi due schieramenti contrapposti: la fazione dei nobili e dei proprietari terrieri – di tendenza ghibellina – era capeggiata dalla famiglia degli Overgnaghi, mentre il partito dei ceti emergenti – affine alle posizioni dei guelfi – era guidato dai Fissiraga e dai Sommariva. Al fine di tutelare le istituzioni municipali, il collegio dei consoli fu sostituito dalla figura del podestà, un magistrato estraneo alle controversie locali in quanto forestiero: il primo a ricoprire tale carica fu il bresciano Giovanni Calepino, mentre il suo successore Petrocco Marcellino – nativo di Milano – fu colui che promulgò gli statuti del comune.

## L'età delle signorie e l'epoca rinascimentale

### Il periodo signorile

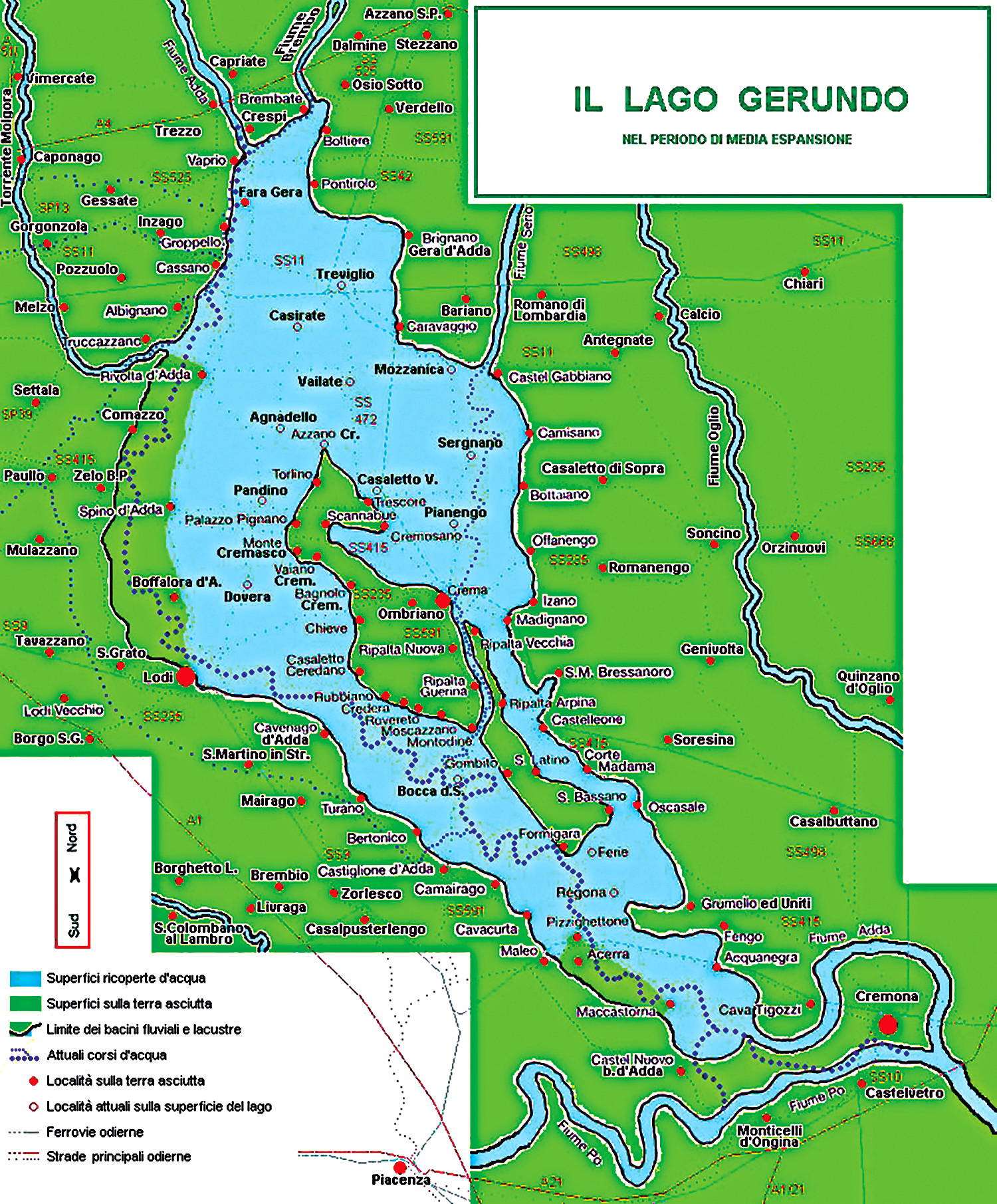
Probabile estensione media del lago Gerundo prima dell'apertura del canale della Muzza

Nel XIII secolo Lodi seguitò a crescere: intorno al 1220 fu intrapresa la costruzione del canale della Muzza, portata a termine circa un decennio più tardi, a cui parteciparono possidenti laudensi e capitali milanesi; questa nuova opera idraulica contribuì in misura determinante alla floridezza dell'agricoltura. Sino all'epoca medievale, infatti, la città era lambita dal lago Gerundo: il territorio era in gran parte paludoso e insalubre, ma grazie al lavoro dei monaci benedettini, cistercensi e cluniacensi – avviato nell'XI secolo e coronato dall'apertura della Muzza – fu bonificato e reso una delle regioni più fertili d'Europa.
Nel frattempo la tregua fra i comuni italiani e l'imperatore Federico II di Svevia, nipote del Barbarossa, diventava viepiù precaria; il 27 novembre 1237 si arrivò allo scontro armato presso Cortenuova, con esito infausto per la Lega Lombarda. Anche Lodi si arrese e il sovrano vi fece solenne ingresso il 12 dicembre, decidendo di trasformare il borgo in una roccaforte ghibellina: dopo aver ordinato l'allontanamento dei guelfi dal centro abitato, il monarca dispose il consolidamento delle mura e l'edificazione di un castello a fianco di Porta Cremona, sopra la zona della Selvagreca, dove egli stesso si stabilì per brevi periodi. Ai laudensi fu inoltre concesso per la prima volta il diritto di zecca: alcuni "grossi" d'argento e rame coniati sotto il regno di Federico II sono conservati nel Museo civico. Nel 1243, sdegnato per la messa al rogo di un frate francescano, papa Gregorio IX inflisse l'interdetto alla città e soppresse la diocesi, colpendo così gli interessi di uno dei comuni più legati all'imperatore; i lodigiani riacquistarono la sede vescovile soltanto nove anni più tardi, dopo la morte del sovrano e il conseguente declino dei ghibellini.
Nel 1251 l'incarico di podestà fu affidato per un decennio a Sozzo Vistarini, uno degli esponenti più autorevoli e facoltosi della nobiltà laudense, il quale aveva abbandonato la fazione degli Overgnaghi mettendosi al comando dei guelfi. Il conferimento di un potere così vasto a un'unica persona è il chiaro segno di un mutamento dell'ordinamento politico, con l'inizio dell'età delle signorie cittadine: formalmente continuarono a eleggersi gli organi municipali, ma nella pratica – come in quell'epoca avveniva nella maggior parte dei comuni dell'Italia centro-settentrionale – il governo era tenuto da una singola famiglia, rappresentata dal proprio capo carismatico. Ai Vistarini succedettero i Della Torre di Milano con Martino, Filippo e quindi Napo; negli anni seguenti si verificarono alcuni tumulti fra i vari schieramenti che aspiravano al controllo di Lodi, finché nel 1292 prevalse ancora il partito guelfo, presieduto dal podestà Antonio Fissiraga.

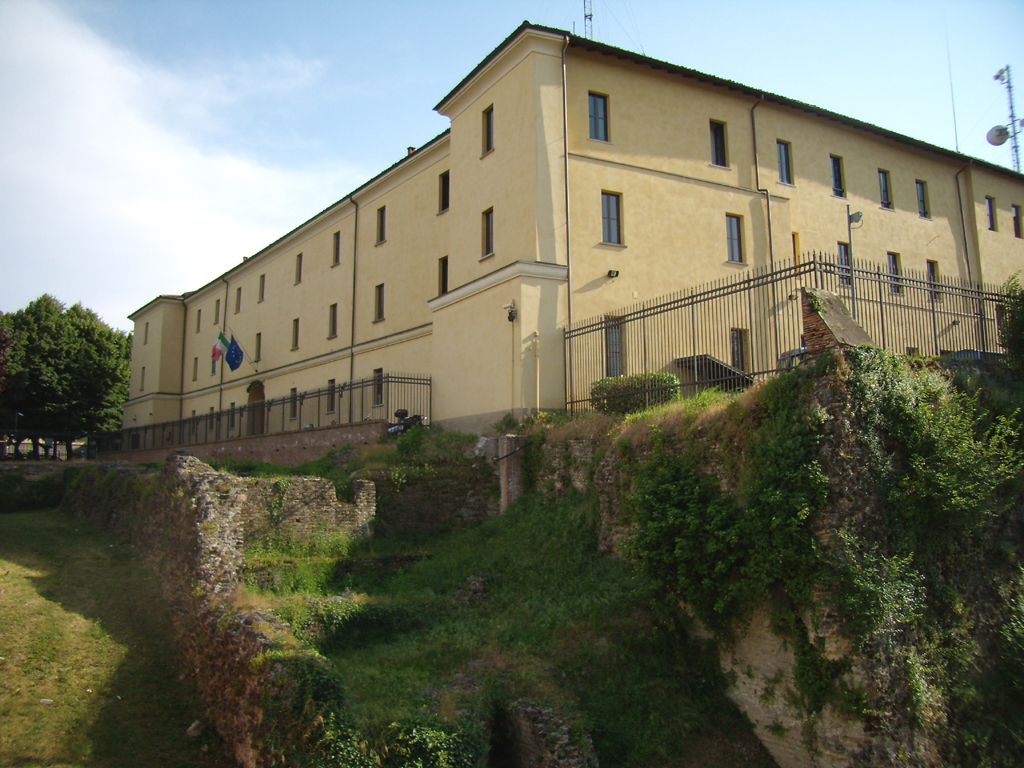
Una veduta del Castello Visconteo

Verso la fine del Duecento, la città conobbe una considerevole espansione urbanistica, con il rifacimento della cerchia muraria e l'avvio della costruzione di alcuni nuovi edifici, tra cui il nucleo centrale di palazzo Broletto e la chiesa di San Francesco; quest'ultima, in particolare, si distingue per le due bifore "a cielo aperto" della facciata, le quali costituiscono il primo esempio di una soluzione architettonica che fra XIV e XV secolo si diffuse in tutta l'Italia del nord. Attorno al 1300 si propagò la leggenda popolare del drago Tarantasio: secondo il folclore locale, la creatura avrebbe infestato le acque paludose del lago Gerundo e, con i suoi miasmi mortiferi, avrebbe innescato le frequenti epidemie di malaria che interessavano il territorio. Nel 1301 ebbe inizio un conflitto contro il ghibellino Matteo I Visconti, signore di Milano: dopo aver stretto alleanza con i governanti di Pavia e di Piacenza, Antonio Fissiraga radunò le forze antiviscontee nella primavera dell'anno successivo e mosse verso la città ambrosiana, dove lo scoppio di una rivolta costrinse il nobile milanese ad arrendersi senza combattere e a cedere la supremazia ai Della Torre.
La situazione cambiò in modo drastico nel 1311, a causa della discesa in Italia dell'imperatore Enrico VII di Lussemburgo: il sovrano occupò militarmente il borgo fondato dal Barbarossa, permettendo il ritorno delle famiglie rivali dei Fissiraga. Il capo della fazione ghibellina era Bassiano Vistarini, il quale si fece proclamare signore di Lodi nel 1321, con l'appoggio dei Visconti; a lui succedettero i figli Giacomo e Sozzino, che governarono sino al novembre del 1328, allorché divampò una sollevazione popolare: il notaio guelfo Pietro Temacoldo, un ex mugnaio originario di Castiglione d'Adda, si mise alla guida della sommossa e conquistò il potere, consegnando le chiavi della città a papa Giovanni XXII. Il 31 agosto 1335 – dopo aver subìto un lungo assedio – Lodi cadde sotto i colpi di Azzone Visconti, perdendo la propria indipendenza e diventando uno dei centri più popolosi del Ducato di Milano. In questo periodo fu momentaneamente ristabilita la concordia fra le famiglie laudensi in lotta e furono avviati i lavori per l'edificazione del castello di Porta Regale, ultimato nel 1373; frattanto la crisi del XIV secolo determinò una protratta fase di decadenza economica e demografica.

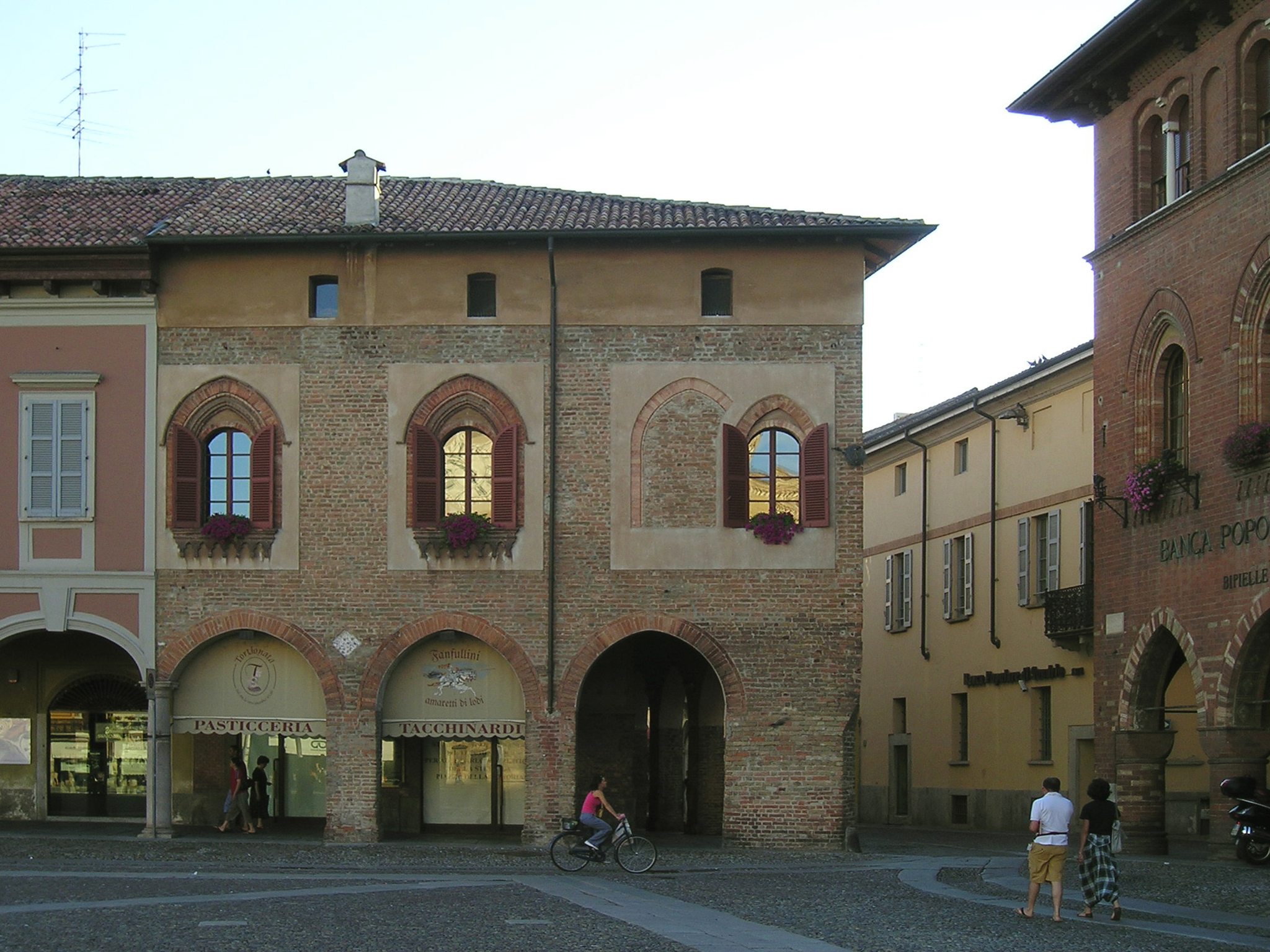
Palazzo Vistarini, residenza fortificata dell'omonima famiglia nobile di Lodi, che fu protagonista della vita pubblica della città fra XIII e XVI secolo

A seguito della morte di Gian Galeazzo Visconti, avvenuta nel settembre del 1402, l'amministrazione ambrosiana vide diminuire notevolmente la propria capacità di esercitare il governo sui territori periferici: Luigi Vistarini profittò di tale debolezza per autoproclamarsi rettore di Lodi, ma la sua iniziativa fu contrastata con durezza dalle fazioni rivali, che provocarono tafferugli e lo avvicendarono con Antonio II Fissiraga. Questi adottò tuttavia una linea politica benevola nei confronti dei Visconti, destando un diffuso malcontento che favorì infine la conquista del potere da parte di Giovanni Vignati, facoltoso erede di una nobile famiglia guelfa del Contado; sostenuto dal papa, dalla Repubblica di Firenze e dai Cavalcabò di Cremona, egli si pose al comando di un piccolo esercito e fu nominato signore di Lodi il 23 novembre 1403. Tre anni più tardi, dopo aver promosso un'infruttuosa azione bellica contro Milano, Vignati ricevette il titolo di patrizio veneziano: la Repubblica di San Marco, infatti, vedeva di buon occhio le piccole signorie nate dalla fragilità del regime visconteo. Fra il 1409 e il 1410 l'aristocratico lodigiano s'impadronì anche di Vercelli, Melegnano e Piacenza, acquistando quest'ultima al prezzo di 9 000 fiorini da alcuni mercenari francesi che l'avevano invasa; il 16 settembre 1412 il nuovo duca Filippo Maria siglò un accordo nel quale riconosceva formalmente l'autorità di Vignati sui territori a sud di Milano, ma al contempo lo vincolava alla subordinazione politica e militare nei propri confronti.
Il 9 dicembre 1413, dalla Cattedrale laudense, l'imperatore Sigismondo di Lussemburgo e l'antipapa Giovanni XXIII emanarono la bolla di convocazione del concilio di Costanza, che avrebbe poi risolto lo Scisma d'Occidente; per circa un mese la città fu sede di ambascerie da ogni parte d'Italia e Giovanni Vignati, in cambio della sua ospitalità, fu insignito del titolo ereditario di "conte di Lodi, Chignolo e Maccastorna", diventando per breve tempo una delle figure preminenti dello scenario politico europeo. Nell'estate del 1414, dopo essere riuscito a riconquistare Piacenza, il duca di Milano catturò Giacomo Vignati, uno dei due figli del nobile lodigiano. Quest'ultimo fu quindi costretto a trattare di nuovo e a dichiararsi vassallo dei Visconti, prestando giuramento di fedeltà; successivamente, recatosi al castello di Porta Giovia per ottenere la liberazione del figlio prevista dall'accordo, fu arrestato a sorpresa e condannato a morte. Intanto il condottiero Francesco Bussone, detto "il Carmagnola", occupava Lodi e uccideva Ludovico, l'altro erede di Vignati: la città del Barbarossa tornò così a far parte a tutti gli effetti del Ducato di Milano.

### La pace di Lodi e il Rinascimento
Nel 1419 divenne vescovo di Lodi Gerardo Landriani Capitani, cultore degli studi letterari e in rapporto con gli umanisti più illustri dell'epoca; a lui si deve l'inatteso ritrovamento, fra i documenti del capitolo della Cattedrale, di un manoscritto contenente alcuni trattati di retorica tradizionalmente attribuiti a Marco Tullio Cicerone. Il codice rivestì un'importanza considerevole nella riscoperta dell'arte oratoria classica poiché comprendeva – oltre al De inventione e alla Rhetorica ad Herennium, opere molto diffuse nel Medioevo – anche il De oratore e l'Orator, di cui fino a quel momento erano noti solo frammenti, e il testo quasi completo del Brutus, di cui in precedenza si conosceva esclusivamente il titolo.
Dopo la morte di Filippo Maria Visconti, l'Italia settentrionale cadde nuovamente nel disordine: a Milano fu istituita l'Aurea Repubblica Ambrosiana, mentre i lodigiani proclamarono la loro appartenenza alla Serenissima, che ratificò l'adesione il 12 ottobre 1447. La situazione cambiò in maniera inopinata quando Francesco Sforza assunse il comando delle truppe ambrosiane: dopo la sconfitta di Caravaggio, Venezia cedette Lodi ai milanesi, risparmiandole almeno il saccheggio; il borgo fu comunque assediato e devastato dai soldati di Francesco Piccinino. Seguì una lunga serie di tumulti e di scontri, dopo i quali l'11 settembre 1449 si pervenne alla nomina di Sforza a nuovo duca di Milano. A causa della loro posizione di confine, Lodi e le borgate vicine furono più volte depredate dai diversi eserciti in guerra fra loro, ma già l'anno successivo ebbero inizio le trattative per un'intesa, che si svolsero proprio in città a palazzo Broletto: l'accordo, noto come "pace di Lodi", fu firmato il 9 aprile 1454 dai rappresentanti dei principali Stati preunitari italiani (Ducato di Milano, Repubblica di Venezia, Repubblica di Firenze, Repubblica di Genova, Marchesato di Mantova, Regno di Napoli, Ducato di Savoia e Marchesato del Monferrato). L'importanza storica del patto consiste nell'aver dato alla penisola un nuovo assetto politico-istituzionale che – contenendo le ambizioni espansionistiche dei singoli governi regionali – assicurò per quarant'anni un sostanziale equilibrio territoriale, contribuendo a favorire di conseguenza la fioritura artistica e letteraria del Rinascimento.

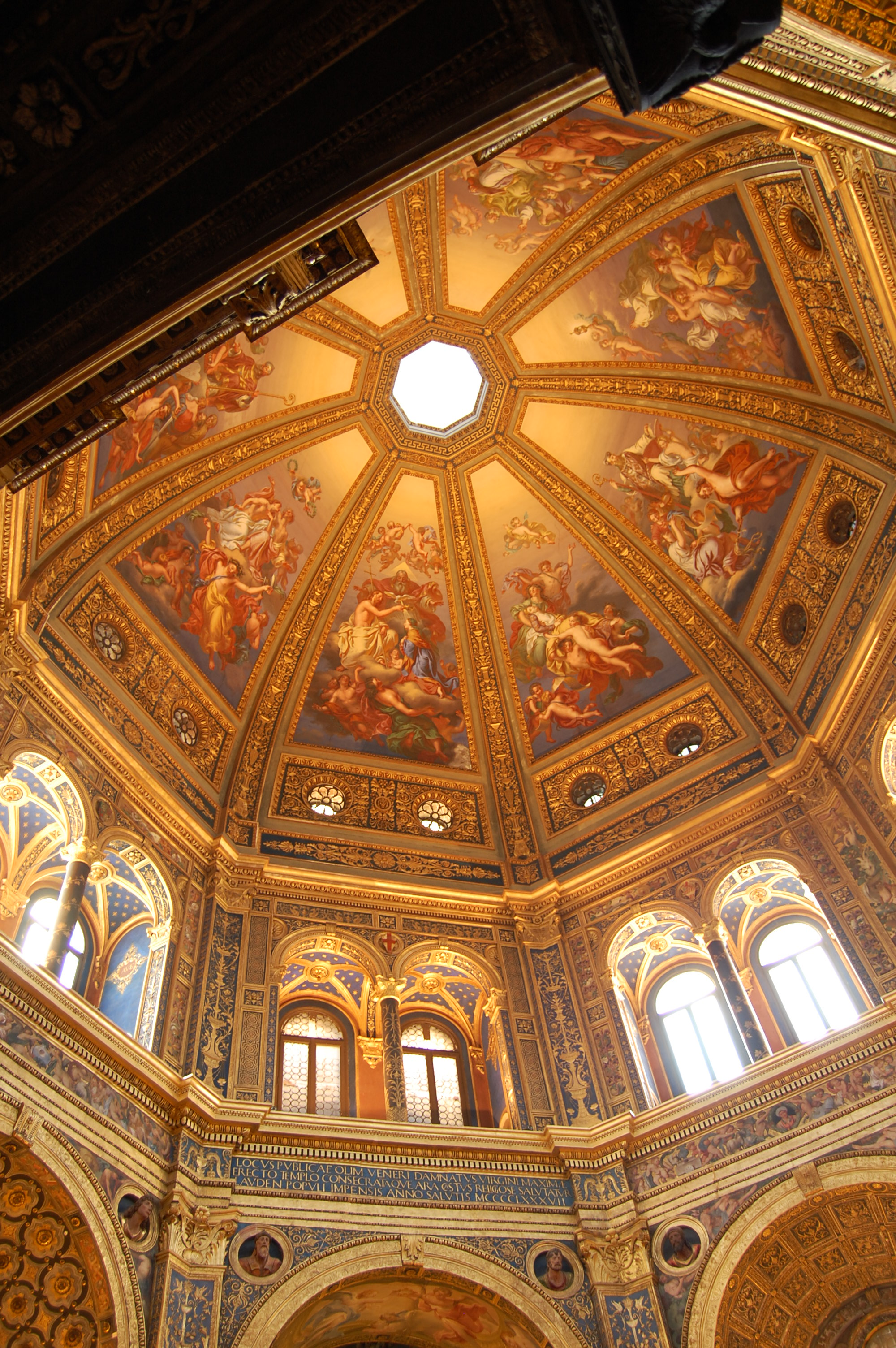
L'interno del tempio civico dell'Incoronata, capolavoro dell'arte rinascimentale

Nei decenni successivi, contraddistinti dal lungo vescovato dell'umanista e mecenate Carlo Pallavicino (1456-1497), Lodi conobbe una delle sue epoche più felici dal punto di vista artistico e culturale: in questa fase operarono l'intellettuale Maffeo Vegio, il teorico musicale Franchino Gaffurio e l'architetto Giovanni Battagio; videro inoltre la luce opere come l'Ospedale Maggiore, palazzo Mozzanica, il tesoro di san Bassiano e il tempio civico dell'Incoronata, considerato il monumento più prestigioso della città e uno dei massimi capolavori del Rinascimento lombardo. Intorno al 1470 fu avviata la ristrutturazione del Duomo con la costruzione della sagrestia e delle vetrate, mentre la chiesa di San Francesco fu ampliata e affrescata; nel frattempo il duca di Milano fece riedificare il ponte sull'Adda con due fortificazioni ai capi, consolidando il sistema difensivo mediante la sistemazione del Revellino ottagonale e il rimaneggiamento della Rocchetta.

## L'epoca moderna

### La dominazione spagnola
Il periodo di stabilità garantito dalla pace di Lodi si concluse nel 1494, allorché il re Carlo VIII di Francia – incoraggiato da Ludovico il Moro – invase la penisola con un esercito di 30 000 effettivi, dando inizio alla cosiddetta "ruina d'Italia"; a partire da quel momento, per circa vent'anni si susseguirono scorrerie e saccheggi che interessarono anche il territorio laudense. Nell'ambito del conflitto tra francesi e spagnoli si inserisce l'episodio della disfida di Barletta (13 febbraio 1503), alla quale prese parte Fanfulla da Lodi, capitano di ventura al servizio degli iberici. Tra il giugno del 1509 e il settembre del 1515, mentre infuriava la guerra della Lega di Cambrai, la città del Barbarossa fu occupata più volte: dapprima dagli uomini di Luigi XII, poi dagli svizzeri e quindi dai veneti, i quali però l'abbandonarono quasi immediatamente. Il trattato di Noyon del 1516 assegnò infine il Ducato di Milano ai francesi, usciti vincitori dalla battaglia di Marignano.
Dopo alcuni anni, il neoeletto imperatore Carlo V d'Asburgo – entrato in conflitto con Francesco I – inviò un corpo di mercenari elvetici a prendere possesso della Lombardia; questi giunsero a Lodi nel maggio del 1522 e la depredarono. Da allora il borgo divenne il quartier generale del comandante supremo Ferrante d'Avalos: proprio a Lodi si riunirono le truppe imperiali che il 24 febbraio 1525 catturarono il monarca francese durante la battaglia di Pavia. Nel giugno del 1526, la popolazione laudense – esasperata dai soprusi perpetrati dalla guarnigione spagnola di Fabrizio Maramaldo – diede vita a un'insurrezione armata; il condottiero Lodovico Vistarini si mise alla guida dei rivoltosi, allontanò gli occupanti e accolse in città l'esercito della Lega di Cognac, ostile a Carlo V. Le milizie imperiali reagirono duramente, ponendo Lodi sotto assedio e colpendola con un pesante cannoneggiamento che fece breccia nella cinta muraria non lontano dal castello, nel luogo che poi fu ribattezzato "via del Guasto"; tuttavia i laudensi riuscirono a resistere sino alla fine del conflitto, sancita dalla pace di Cambrai (1529). Nel 1535, alla morte di Francesco II Sforza, il Ducato di Milano fu annesso formalmente ai domini di Carlo V; quando l'imperatore visitò Lodi, nell'agosto del 1541, fu ospitato a palazzo Vistarini, nella dimora di colui che aveva capeggiato la sollevazione di quindici anni prima.

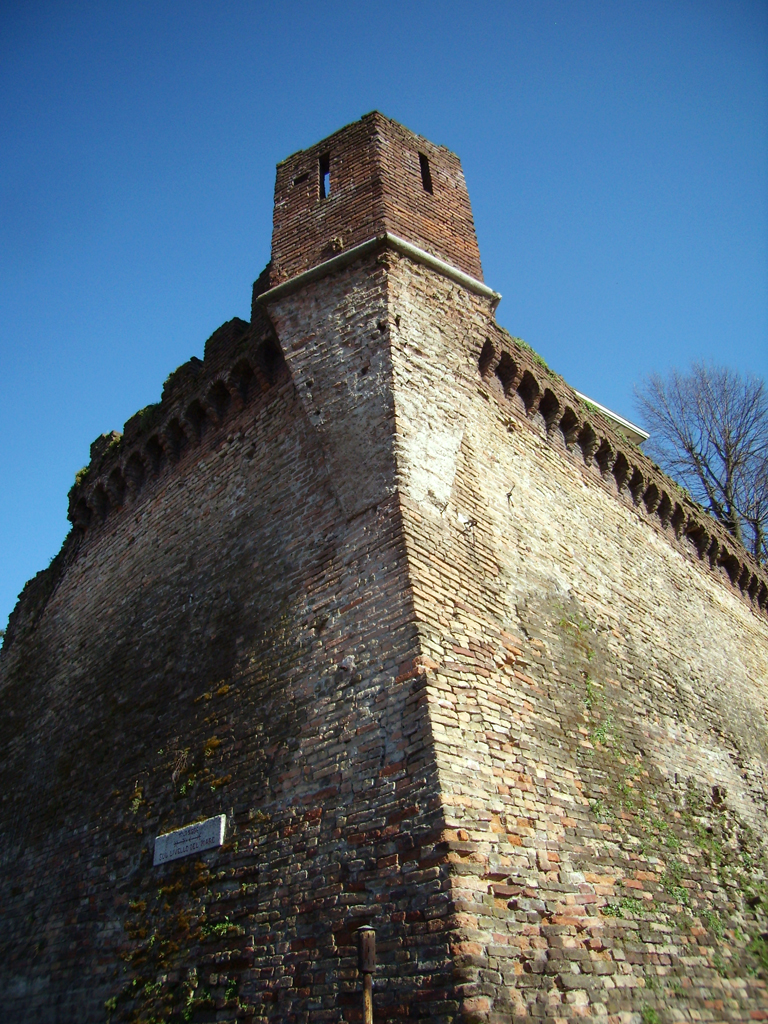
I resti della cinta muraria

La città non fu coinvolta dai successivi eventi bellici, il che consentì la costruzione del campanile del Duomo, iniziato nel 1538 su progetto di Callisto Piazza e rimasto incompiuto per motivi di sicurezza militare, su prescrizione delle autorità. In quel periodo la municipalità era amministrata da un castellano e da un podestà designati dai governatori spagnoli, affiancati da un consiglio decurionale e da una giunta esecutiva composti dai rappresentanti delle famiglie aristocratiche. La seconda metà del Cinquecento vide la radicale ristrutturazione in chiave manierista del complesso di San Cristoforo, eseguita dall'architetto Pellegrino Tibaldi; in Cattedrale furono dipinti degli affreschi da Antonio Campi, andati perduti, e fu realizzato il rosone marmoreo della facciata. Frattanto il vescovo Antonio Scarampi istituì il seminario, fondò un orfanotrofio maschile e attuò le misure di rinnovamento promosse del concilio di Trento, operando sotto l'egida del cardinale Carlo Borromeo.
Nel Seicento, malgrado Lodi continuasse a godere della pace, le autorità ispaniche imposero il completo rifacimento e l'ampliamento della cinta muraria, trasformando il centro abitato in una piazzaforte; in quell'epoca era inoltre particolarmente attivo il tribunale dell'Inquisizione. Il clima di tensione, le condizioni di isolamento e la continua richiesta di tasse produssero una marcata depressione economica, che fu accentuata dall'epidemia di peste del 1630, provocata dal passaggio in città dei lanzichenecchi; il lazzaretto fu allestito presso Porta Cremona. Le disposizioni drastiche adottate dal giudice di sanità Pietro Boldoni, che decretò l'immediata sospensione dei mercati e il coprifuoco totale, permisero di moderare la diffusione del contagio: la malattia provocò infatti 200 vittime su oltre 13 000 abitanti, facendo registrare un tasso di mortalità tra i più ridotti dell'intera Italia settentrionale.
Come si può evincere dal testo di una minuziosa relazione indirizzata al dignitario spagnolo Filippo de Haro, l'economia seicentesca era prevalentemente fondata su agricoltura e allevamento; i prodotti più venduti erano le ceramiche, le tele di lino, il burro e il Granone Lodigiano, considerato il capostipite di tutti i formaggi grana. Verso la fine del secolo si verificò una rifioritura della vita culturale: fu inaugurato il primo teatro, ancora riservato ai nobili, e si formarono alcuni sodalizi scientifico-letterari, frequentati da intellettuali come il poeta Francesco De Lemene, socio dell'Accademia dell'Arcadia; negli stessi anni furono create le prime scuole pubbliche, mentre la congregazione dei Filippini pose le basi per la raccolta libraria che avrebbe poi costituito la biblioteca civica.

### Il periodo austriaco
La guerra di successione spagnola (1701-1714) determinò l'inizio della dominazione austriaca, sancito dai trattati di Utrecht (1713) e di Rastatt (1714). Dapprima i nuovi governanti, che inizialmente erano poco apprezzati dai lodigiani, concentrarono la loro attenzione su alcuni provvedimenti di natura perlopiù simbolica: nel 1721 fu rimosso il corpo di guardia in legno usato dai soldati iberici in piazza Maggiore, mentre nel 1724 – a capo del ponte sull'Adda – fu collocata una statua raffigurante Giovanni Nepomuceno, un santo molto caro ai navigatori dell'Europa centrale.
In seguito, il governo di Maria Teresa d'Asburgo (1740-1780) introdusse anche a Lodi alcune riforme significative che favorirono l'avvio di una ragguardevole ripresa economica, soprattutto grazie alla moltiplicazione e alla riorganizzazione razionale dei terreni agricoli secondo il principio della rotazione delle colture, che in breve tempo divenne una prassi consolidata. Allo scopo di tutelare la salute pubblica, furono vietate le sepolture nelle chiese e sui sagrati: risale infatti a quel periodo l'apertura dei primi due cimiteri suburbani di Riolo e di San Fereolo. Altre innovazioni interessarono l'adozione dell'odonomastica e il riordinamento delle amministrazioni locali: a questo riguardo, l'imperatore Giuseppe II d'Asburgo-Lorena stabilì l'abolizione dei feudi e istituì otto province tra cui quella di Lodi, che sostituiva l'antico Contado e ricomprendeva anche Pandino, Gradella, Nosadello, Rivolta, Spino, Agnadello nonché il resto della Gera d'Adda.
Nel corso del secolo si assistette a un forte sviluppo urbanistico che trasformò il volto della città nel segno dell'architettura tardobarocca e rococò, modificando la struttura originaria dell'antico insediamento medievale: sorsero le chiese di Santa Maria del Sole, Santa Maria Maddalena, San Filippo Neri e Santa Chiara Nuova, mentre l'interno del Duomo fu rimaneggiato da Francesco Croce per adattarlo al gusto dell'epoca e il palazzo Vescovile fu interamente ristrutturato a opera di Giovanni Antonio Veneroni. Negli stessi anni furono costruiti anche palazzo Barni, palazzo Modignani, palazzo Sommariva e un nuovo teatro, dopo l'incendio che aveva distrutto il precedente; numerosi altri fabbricati furono notevolmente ampliati o rinnovati, come palazzo Galeano, il municipio e l'Ospedale Maggiore, quest'ultimo su progetto di Giuseppe Piermarini, il medesimo architetto della Villa Reale di Monza e della Scala di Milano. Svariati monasteri ed edifici religiosi minori furono sconsacrati e in alcuni casi demoliti per lasciare spazio a nuove abitazioni private; le vie principali, inoltre, furono allargate mediante la rimozione dei paracarri e l'abbattimento dei portici. Contestualmente si procedette allo smantellamento pressoché completo dei baluardi innalzati durante la dominazione spagnola del Seicento; al loro posto fu tracciata una strada di circonvallazione lunga approssimativamente 3700 m, che raccordava tutte le porte della città, impiegate da secoli come barriere daziarie e restaurate secondo i canoni dello stile neoclassico.
Frattanto l'influsso del movimento illuminista aveva raggiunto anche il territorio laudense: molti ordini religiosi furono soppressi, la biblioteca venne aperta al pubblico, si formò il nucleo originario del futuro Museo civico e si sperimentò il volo delle prime mongolfiere; fu inoltre inaugurato un nuovo nosocomio e fu istituito un corso di istruzione superiore. Nel marzo del 1770, l'allora quattordicenne Wolfgang Amadeus Mozart sostò brevemente in città, in un albergo situato in località "Gatta", mentre era in viaggio con il padre Leopold fra Milano e Parma; durante il soggiorno, il musicista portò a termine la stesura del primo dei suoi ventitré quartetti per archi, noto come Quartetto di Lodi.

## L'epoca contemporanea

### Il ventennio napoleonico
Nel 1792 l'Arciducato d'Austria entrò in guerra contro la Prima Repubblica di Francia, nata a seguito degli eventi rivoluzionari di tre anni prima; nel marzo del 1796, allo scopo di alleggerire la pressione sul fronte tedesco, il Direttorio decise di portare le operazioni militari in Italia, affidando il comando dell'armata all'emergente generale ventiseienne Napoleone Bonaparte. Dopo aver costretto alla resa in sole tre settimane il Regno di Sardegna, alleato della monarchia asburgica, i francesi proseguirono la loro marcia a sud del Po e lo varcarono il 7 maggio fra Piacenza e San Rocco al Porto, con l'ulteriore obiettivo di affrontare l'esercito austriaco e di infliggere al nemico perdite cospicue.

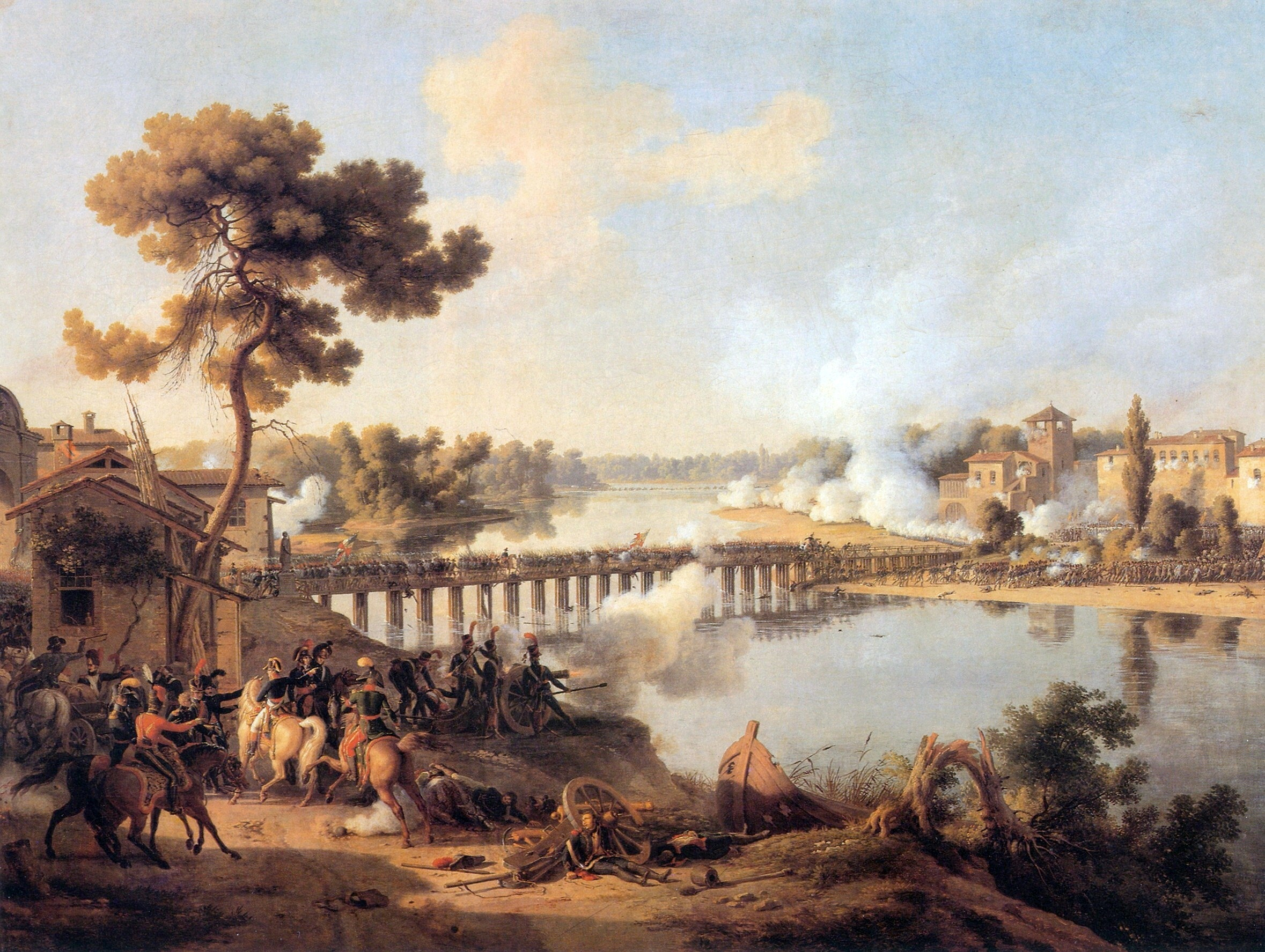
La battaglia del ponte di Lodi rappresentata in un dipinto di Louis-François Lejeune

L'avanguardia delle truppe napoleoniche, proveniente da Casalpusterlengo, raggiunse Lodi nelle prime ore del mattino del 10 maggio; in quel momento il grosso delle forze dell'Arciducato – agli ordini di Johann Peter Beaulieu – si era già trasferito più a nord, lasciando un contingente di 10 000 effettivi a guardia del ponte sull'Adda, arroccato nella fortezza del Revellino. Le ostilità iniziarono con un prolungato duello di artiglierie, che provocò danni ingenti nei quartieri posti nelle vicinanze del fiume; la chiesa di San Cristoforo e altri luoghi di culto furono trasformati in ospedali per accogliere i feriti e gli sfollati. Bonaparte, che assisteva allo scontro dal campanile di San Francesco, inviò due reparti di cavalleria alla ricerca di un guado, con la finalità di tentare una rapida manovra di aggiramento. L'azione andò a buon fine e risultò determinante per la vittoria dei francesi: le truppe asburgiche, attaccate su tre lati, furono infatti costrette al ripiegamento.
La battaglia di Lodi rappresentò il primo significativo successo militare e politico di Napoleone, che il 15 maggio entrò trionfante in Milano dopo aver ricevuto le chiavi della città ambrosiana dalle mani di Francesco Melzi d'Eril a palazzo Sommariva. L'importanza storica di tali avvenimenti giustifica la presenza di molte strade e piazze dedicate al ponte sull'Adda: per esempio nel VI arrondissement di Parigi, sulla rive gauche, si trova la "rue du Pont de Lodi". A proposito del combattimento decisivo della campagna d'Italia, lo stesso Bonaparte ebbe a scrivere:
Nel frattempo Antoine Christophe Saliceti, commissario del Direttorio, aveva disposto la confisca del tesoro di san Bassiano, facendolo trasportare in Francia.

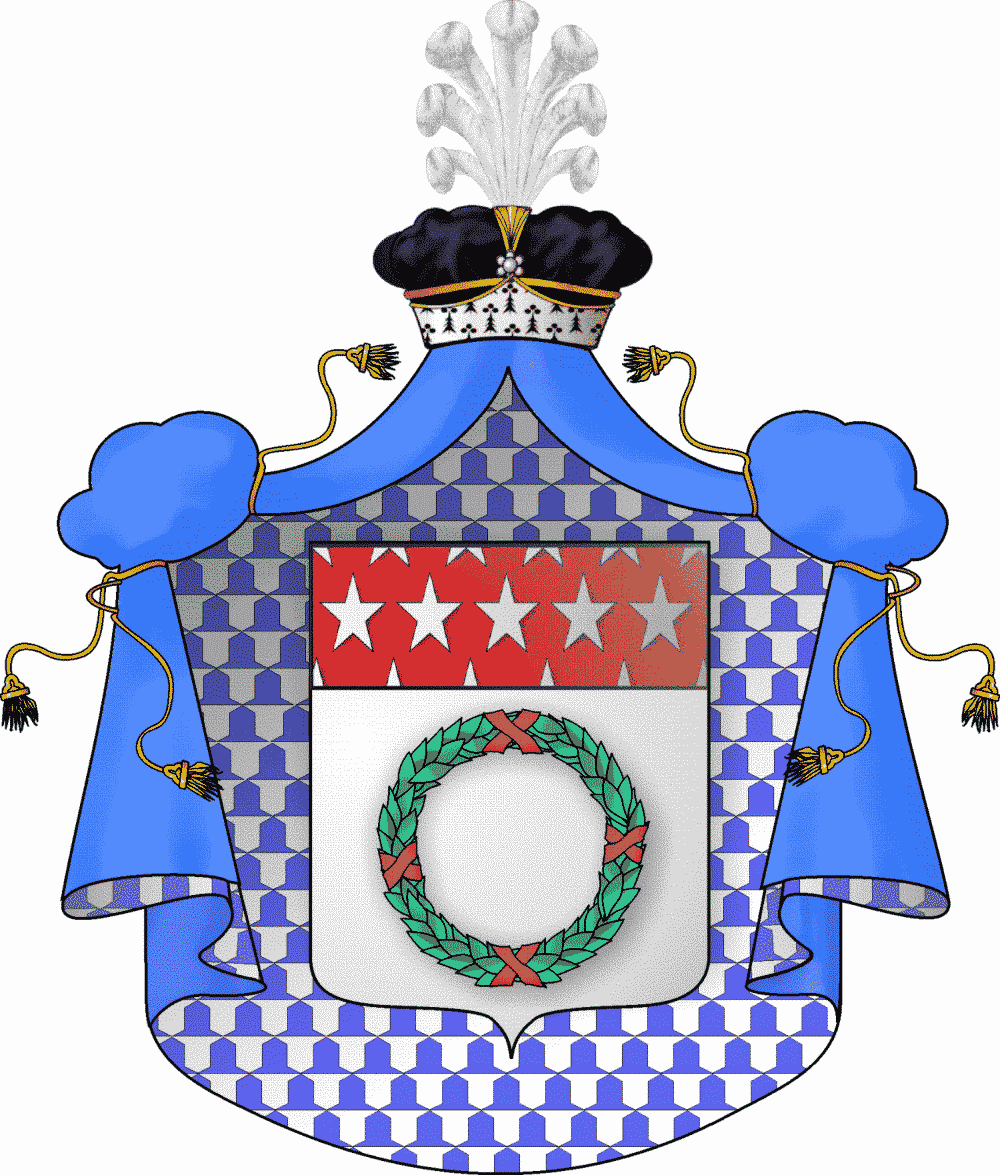
L'emblema del Ducato di Lodi

Già dal 1789 era presente in città un circolo giacobino segreto, fondato da Andrea Terzi, che si riuniva presso l'Osteria del Gallo in corso di Porta Cremonese. L'affermazione delle truppe napoleoniche innescò grandi festeggiamenti, i borghesi iniziarono a indossare coccarde tricolori e si piantarono numerosi alberi della libertà, uno dei quali persino nel seminario; nel 1797, allorché venne formalmente istituita la Repubblica Cisalpina, gli enti religiosi di Sant'Agnese, Sant'Antonio, San Cristoforo e San Domenico furono soppressi. Dopo un'effimera parentesi in cui gli austro-russi del feldmaresciallo Aleksandr Vasil'evič Suvorov occuparono l'intera Lombardia (1799), il generale Bonaparte – che frattanto si era autoproclamato "primo console" con il colpo di Stato del 18 brumaio – riuscì a riconquistare la Pianura Padana a seguito della battaglia di Marengo, rientrando a Lodi nel giugno del 1800. In questa circostanza la città del Barbarossa perse il rango di capoluogo che aveva acquisito nel 1786, durante la dominazione asburgica: il territorio laudense fu infatti annesso al Dipartimento dell'Alto Po, con sede amministrativa a Cremona.
Dopo l'incoronazione di Napoleone a Imperatore dei francesi, l'Italia centro-settentrionale divenne un regno governato da Bonaparte stesso (1805); Francesco Melzi d'Eril fu nominato duca di Lodi, mentre il vescovo Gianantonio Della Beretta ricevette il titolo di barone. Dal 1806 al 1816 furono temporaneamente aggregati alla municipalità i tre chiosi (Porta Cremonese, Porta d'Adda, Porta Regale) e i comuni limitrofi di Arcagna, Boffalora, Bottedo, Campolungo, Cornegliano, Montanaso, Torre de' Dardanoni e Vigadore. Nel maggio del 1809 – per iniziativa del viceré Eugenio di Beauharnais – fu collocato in piazza Maggiore un monumento a ricordo della battaglia del ponte, realizzato da Giocondo Albertolli; l'opera fu distrutta nel 1814 e i paracarri in granito che la circondavano furono riutilizzati per delimitare il sagrato del Duomo.

### Il Lombardo-Veneto
Il dominio francese ebbe fine con la disfatta di Lipsia dell'ottobre 1813, nella quale Bonaparte fu sconfitto dall'esercito della sesta coalizione. Il 26 aprile 1814 gli austriaci fecero ritorno a Milano e undici mesi più tardi, in ossequio alle risoluzioni del congresso di Vienna, nacque il Regno Lombardo-Veneto; poco dopo Lodi ottenne la qualifica di "città regia". L'imperatore Francesco II d'Asburgo-Lorena visitò il borgo laudense negli ultimi giorni di dicembre del 1815 e trascorse il Capodanno a palazzo Modignani; nel gennaio seguente, all'atto dell'istituzione delle diciassette circoscrizioni territoriali dello Stato, Lodi divenne capoluogo – insieme con Crema – dell'omonima provincia.

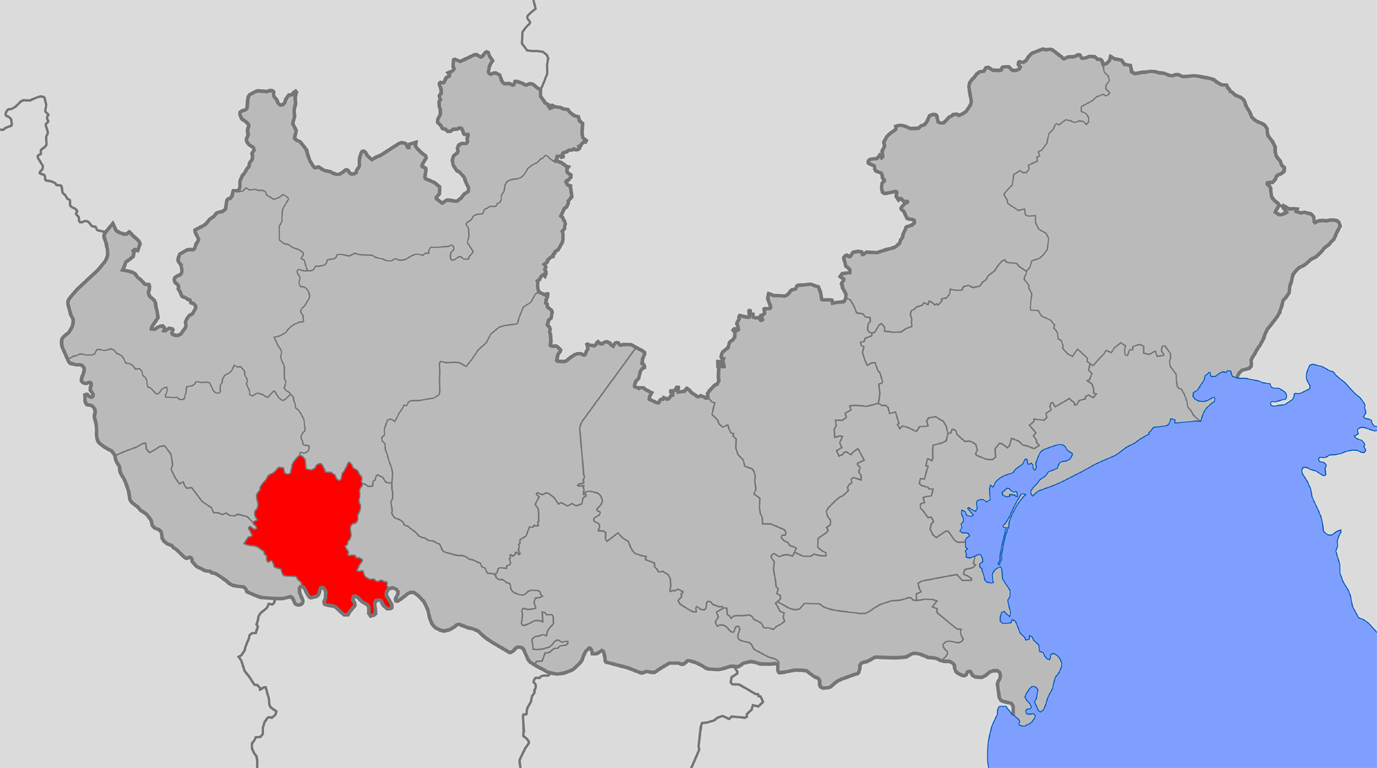
Il territorio della provincia di Lodi e Crema nell'ambito del Regno Lombardo-Veneto (1816-1859)

Durante gli anni della Restaurazione, la città del Barbarossa si sviluppò soprattutto su due versanti: dal punto di vista culturale, videro la luce tre nuove testate giornalistiche, fu inaugurato il liceo comunale (che annoverava fra i concorrenti a cattedre Giacomo Leopardi) e sorsero altre istituzioni educative, tra cui il collegio femminile di Maria Cosway e quello maschile dei barnabiti, il cui ritorno fu autorizzato dal vescovo Alessandro Maria Pagani; sotto il profilo urbanistico, nel 1819 fu introdotta l'illuminazione pubblica a olio e nel 1838, in occasione della visita di Ferdinando I d'Austria, furono abbattute le fortificazioni fra Porta Regale e Porta Cremona, che fecero spazio a un passeggio alberato con un obelisco recante epigrafi latine.
I moti insurrezionali del 1820-1821 e quelli del 1830-1831 passarono pressoché inavvertiti, ma la situazione cambiò nei decenni successivi: l'ambiente politicamente più dinamico era il liceo dove, soprattutto tra il corpo docente, era attivo un gruppo fortemente progressista, coordinato da Luigi Anelli, Paolo Gorini, Pasquale Perabò e Cesare Vignati. Le posizioni repubblicane e antiaustriache non erano comunque molto diffuse fra la popolazione, tant'è che pochissimi lodigiani presero parte ai combattimenti delle cinque giornate di Milano; tuttavia il 23 marzo 1848 – quando giunse notizia della vittoria degli insorti – divampò un tumulto, immediatamente sedato dai 4 000 soldati imperiali che presidiavano Lodi. La notte seguente le truppe del feldmaresciallo Josef Radetzky, in ritirata, attraversarono il centro abitato nella loro marcia verso le fortezze del Quadrilatero: i liberali poterono dunque uscire allo scoperto, costituendo un governo provvisorio guidato dall'esponente moderato Carlo Terzaghi. L'esercito del Regno di Sardegna – che nel frattempo aveva dichiarato le ostilità agli austriaci, dando inizio alla prima guerra d'indipendenza – arrivò in città il 30 marzo, comandato in prima persona dal re Carlo Alberto di Savoia; il sovrano emanò da Lodi un proclama che esortava gli italiani ad appoggiare la causa risorgimentale. Alcune decine di giovani laudensi, tra cui Eusebio Oehl e Tiziano Zalli, si arruolarono come volontari; nove di questi morirono in battaglia.

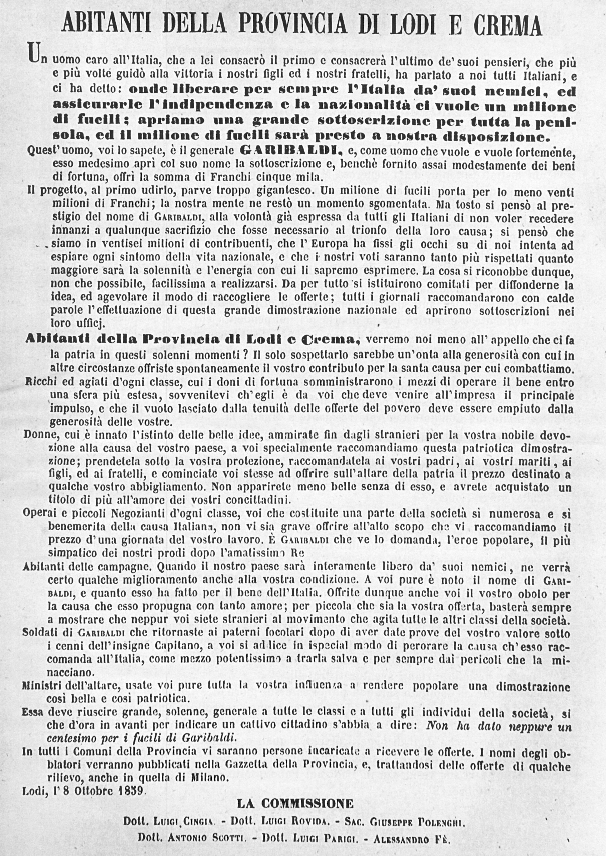
Manifesto del comitato lodigiano-cremasco che contribuì a promuovere la «Sottoscrizione nazionale "per un milione di fucili"», finalizzata a sostenere l'attività di Giuseppe Garibaldi

Nell'estate successiva le sorti del conflitto arrisero agli imperiali, che occuparono nuovamente la città il 3 agosto. Dopo l'armistizio Salasco, le autorità asburgiche adottarono una politica più repressiva nei confronti dei dissidenti: Anelli e Vignati furono allontanati dall'insegnamento, il generale Saverio Griffini fu esiliato in Svizzera e il medico Francesco Rossetti – accusato di cospirazione mazziniana – fu arrestato. Il nuovo monarca Francesco Giuseppe I e la moglie Elisabetta di Baviera visitarono Lodi nel 1857; due anni più tardi, il vescovo Gaetano Benaglia – vicino alle istanze progressiste e sensibile alle esigenze del nascente ceto operaio – prese apertamente posizione contro il regime austriaco. Frattanto era scoppiata la seconda guerra d'indipendenza, che vide l'Impero francese di Napoleone III schierato al fianco dei piemontesi: dopo la battaglia di Magenta e gli scontri di Melegnano, il 10 giugno 1859 le truppe degli Asburgo lasciarono definitivamente Lodi, dando fuoco al ponte sull'Adda. Vittorio Emanuele II di Savoia si recò in città il 20 settembre; solo un mese più tardi fu promulgato il decreto Rattazzi, con cui il territorio laudense fu assegnato alla provincia di Milano: il comune di Lodi, che all'epoca contava 25 660 abitanti, fu così privato un'altra volta delle prerogative di capoluogo.
La pace di Zurigo, stipulata il 10 novembre 1859, formalizzò il passaggio della Lombardia al Regno di Sardegna. Il 5 maggio 1860 due lodigiani (Luigi Martignoni e Luigi Bay) partirono da Quarto con la spedizione dei Mille; contando quelli che si aggiunsero in seguito, in vari scaglioni, in totale furono 234 i giovani che vi parteciparono, distinguendosi soprattutto nell'attacco a Milazzo e nei combattimenti di Pizzo Calabro.

### Il Regno d'Italia
Il 17 marzo 1861 il Parlamento proclamò il Regno d'Italia con la partecipazione del deputato eletto nel collegio di Lodi; nei decenni successivi la città conobbe un repentino mutamento, evolvendo in un centro all'avanguardia in diversi settori. Si insediarono le prime industrie, tra cui il Lanificio Varesi (1868), la Polenghi Lombardo (1870), le Officine Sordi (1881), le Officine Meccaniche Lodigiane (1908), il Linificio Canapificio Nazionale (1909), le Officine Meccaniche Folli-Gay (1922), le Officine Curioni (1925) e le Officine Elettromeccaniche Adda (1926). A Lodi nacque anche la prima banca popolare italiana, vale a dire la Banca Mutua Popolare Agricola, fondata nel 1864 dall'avvocato e attivista Tiziano Zalli – già oppositore del regime austriaco e patrocinatore di Giuseppe Garibaldi – allo scopo di sostenere le attività agrarie e artigianali.
Il territorio fu inoltre toccato dallo sviluppo infrastrutturale che connotò l'epoca postunitaria: nel 1861 fu inaugurata la linea ferroviaria Milano-Piacenza, parte del grande itinerario dorsale italiano; tre anni più tardi, su progetto dell'architetto milanese Gualini, fu ultimato il nuovo ponte sull'Adda in muratura, che divenne poi uno dei simboli della città; nel 1880 entrarono in esercizio quattro tranvie extraurbane a vapore (la Milano-Lodi, la Lodi-Treviglio-Bergamo, la Lodi-Sant'Angelo e la Lodi-Crema-Soncino); nel 1886 fu intrapresa la costruzione del cimitero monumentale, più noto come "Maggiore". Altri interventi significativi di natura urbanistica riguardarono la riqualificazione della zona di piazza del Duomo, l'ampliamento di piazza Ospitale e la realizzazione di un collegamento stradale con la stazione ferroviaria (piazza Castello-viale Dante), a cui si aggiunse – dopo una modesta espansione dell'abitato verso sud – l'edificazione del primo lotto di abitazioni popolari, promossa da Tiziano Zalli. In quel periodo, Lodi era ancora quasi interamente racchiusa entro la circonvallazione corrispondente alle mura medievali; all'esterno di tale perimetro, oltre a svariati cascinali, si trovavano alcune borgate (San Grato, San Fereolo e San Bernardo), poste in coincidenza degli incroci stradali fra la viabilità regionale e quella locale, a una distanza compresa tra i 2 e i 5 km dal centro. Sotto il profilo sociale si registrò una prolungata fase di stasi demografica, determinata dalla perdita del rango di capoluogo e soprattutto dal rapido declino della tradizionale economia agricola, che per secoli aveva costituito la principale fonte di sostentamento per molti lodigiani. Nel 1877 furono annessi alla municipalità i comuni suburbani di Chiosi Uniti con Bottedo e Chiosi d'Adda Vigadore.
Una della conseguenze più rilevanti della trasformazione industriale della città fu la presa di coscienza da parte della classe operaia: negli ultimi decenni del secolo ebbero luogo parecchi scioperi e si formarono le prime "leghe rosse" organizzate, che lottavano per difendere i diritti elementari dei lavoratori. Nel 1868 Enrico Bignami fondò il periodico socialista La Plebe, il primo a pubblicare gli scritti di Karl Marx, Friedrich Engels e Benoît Malon; nel 1873 la sezione socialista laudense era la sola attiva in tutto il regno e inviò i propri delegati al VI congresso dell'Internazionale di Ginevra, tant'è che il medesimo Engels ebbe a definire Lodi come «l'unico pied-à-terre del marxismo in Italia». Due anni più tardi, La Plebe inaugurò la propria redazione milanese, che vide il debutto giornalistico di Filippo Turati. Parallelamente alla fazione socialista si affermò anche il movimento sociale cattolico che aveva come organo di stampa Il Lemene, poi diventato Il Cittadino. In quell'epoca Lodi era oltremodo vivace dal punto di vista culturale: oltre a quelli già citati, erano presenti numerosi altri periodici, tra cui Il Corriere dell'Adda, Il Proletario, Il Fanfulla, La Zanzara, L'Unione, La Difesa, Rococò, Sorgete! e Il Rinnovamento; inoltre nacque l'Archivio storico comunale, fu aperto al pubblico il Museo civico, i teatri in attività passarono da uno a quattro, vennero create nuove scuole superiori e si costituirono due enti di ricerca, ovvero l'Istituto sperimentale di caseificio e la Stazione sperimentale di praticoltura.
Durante la presa di Roma e le operazioni belliche coloniali in Libia, segnatamente nella battaglia di Zanzur del 1912, si distinse il Reggimento "Cavalleggeri di Lodi" del Regio Esercito, che per un breve intervallo di tempo era stato di stanza in città; le imprese del reparto furono cantate da Gabriele D'Annunzio nel quarto libro delle Laudi del cielo, del mare, della terra e degli eroi. La prima guerra mondiale, a causa della quale morirono 331 lodigiani e moltissimi altri rimasero mutilati o feriti, fu vissuta molto più tragicamente. Il conflitto contribuì anche a incrementare la consapevolezza del proprio ruolo da parte delle donne, che iniziarono a sostituire i loro mariti nei campi e nelle fabbriche; la poetessa Ada Negri, figlia di un'operaia del lanificio, fu tra le fondatrici dell'Unione femminile nazionale.
Frattanto l'avvocato Riccardo Oliva – esponente dell'UECI, confluita poi nel PPI – era diventato nel 1914 il primo sindaco cattolico di Lodi; il suo mandato fu profondamente condizionato dall'emergenza bellica e da gravi difficoltà di natura finanziaria. Le consultazioni locali successive – svoltesi nel 1920 a suffragio universale maschile – premiarono invece il PSI, permettendo a operai e artigiani di prendere parte al governo della città; la guida dell'amministrazione fu affidata allo scultore Ettore Archinti, il quale promosse un ampio programma di riforme, interrotto però dalla scissione comunista e soprattutto dall'ascesa del fascismo. Le elezioni comunali del 1922 ebbero luogo poche settimane dopo la marcia su Roma, in un clima di intimidazioni e violenze che avevano indotto i socialisti a non candidarsi: gli squadristi avevano infatti occupato con la forza il municipio, la caserma dei Carabinieri, lo scalo ferroviario, il carcere e la sede della CGIL; il nuovo sindaco fu il ragioniere Luigi Fiorini, eletto nella lista dei Blocchi Nazionali, frutto dell'alleanza fra i liberali e gli stessi fascisti.
Sotto il regime di Benito Mussolini, Lodi perse importanza a livello istituzionale: gli organi democratici furono soppressi, il circondario fu abolito e il sindaco fu sostituito da un podestà, nominato dal governo per cinque anni e revocabile in ogni momento; a tutti i dipendenti dell'amministrazione fu inoltre imposta l'iscrizione al Partito Nazionale Fascista. Negli anni trenta si diffuse l'architettura razionalista e furono portati a compimento alcuni cantieri, tra cui quello del sottopasso stradale di via San Colombano; tuttavia il corposo piano di rinnovamento urbanistico preannunciato dalle autorità locali rimase in gran parte incompiuto e molti servizi pubblici furono ridimensionati oppure sospesi.

### La seconda guerra mondiale e la Resistenza

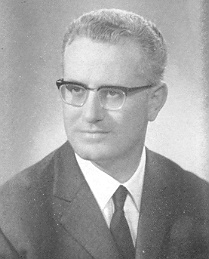
Edgardo Alboni, fondatore e comandante della 174ª Brigata Garibaldi

Diversamente dalla guerra precedente, il secondo conflitto mondiale coinvolse a fondo la popolazione, sottoposta al rigoroso razionamento dei beni di prima necessità e colpita dai bombardamenti che causarono numerose perdite civili: l'episodio più drammatico si verificò poco dopo le ore 8 di lunedì 24 luglio 1944, quando una formazione aerea bersagliò le abitazioni del centro storico, provocando 39 morti – perlopiù donne e bambini – nell'isolato compreso fra via Solferino, via Fanfulla e via Santa Maria del Sole; un altro accadimento analogo ebbe luogo il 2 aprile 1945, cagionando ulteriori 40 vittime. La città inoltre ospitò circa 10 000 sfollati provenienti da Milano, che furono alloggiati prevalentemente nel castello di Porta Regale e negli edifici scolastici, mentre le mense furono allestite presso l'Ente comunale di assistenza.
In precedenza, la notizia della destituzione di Mussolini e della conseguente caduta del fascismo (25 luglio 1943) era stata salutata con favore dall'opinione pubblica: moltissimi laudensi – ormai esasperati dagli stenti della guerra e dai soprusi delle camicie nere – si erano riversati per le strade e avevano raggiunto gli uffici del partito, distruggendo i simboli del regime. Poche ore dopo l'annuncio dell'armistizio di Cassibile, i soldati della Wehrmacht occuparono Lodi in forze, imponendo il coprifuoco notturno, la confisca delle armi e il divieto di riunione. Nel frattempo sorsero segretamente i primi movimenti di Resistenza: la sezione locale del Comitato di Liberazione Nazionale si costituì nell'ottobre 1943 con una maggioranza democristiana e un ben organizzato gruppo comunista, affiancati dai socialisti e dai rappresentanti di tutti i partiti laici; i ritrovi clandestini si svolgevano nella farmacia Cornalba di viale Dalmazia oppure presso il collegio San Francesco, sotto la protezione di padre Giulio Granata. Malgrado la minaccia della pena di morte per i renitenti, la maggioranza dei giovani lodigiani si sottrasse all'arruolamento nelle milizie della Repubblica Sociale Italiana, lo Stato fantoccio creato da Mussolini; molti di loro decisero invece di unirsi alle formazioni di montagna del Corpo volontari della libertà, partendo soprattutto per le Prealpi Bergamasche, l'Oltrepò Pavese e l'Alto Piemonte, ove fu attivo un reparto ribattezzato "Fanfulla" che partecipò all'esperienza della Repubblica partigiana dell'Ossola.
Le prime agitazioni popolari scoppiarono nel novembre del 1943 per iniziativa delle lavoratrici del lanificio, imitate nei mesi successivi dagli operai delle Officine Adda e delle altre fabbriche cittadine. Il 9 luglio 1944 fu inoltre commesso un attentato mortale contro il gerarca Paolo Baciocchi, commissario prefettizio di Sant'Angelo. La rappresaglia fascista fu immediata: cinque partigiani laudensi (Oreste Garati, Ludovico Guarnieri, Ettore Maddè, Franco Moretti e Giancarlo Sabbioni), tutti appartenenti alla 174ª Brigata Garibaldi guidata da Edgardo Alboni, furono dapprima torturati e poi fucilati presso il poligono di tiro nel pomeriggio del 22 agosto 1944; in seguito, nello stesso luogo fu la volta di altri sei (Pietro Biancardi, Marcello De Avocatis, Lino Ferrari, Giuseppe Frigoli, Paolo Sigi e Ferdinando Zaninelli). Queste, ricordate come "Martiri del poligono", non furono le uniche vittime della Resistenza lodigiana: l'ex sindaco Ettore Archinti, dopo essere stato accusato di aver favorito la fuga in Svizzera di alcuni prigionieri inglesi, fu deportato nel campo di concentramento di Flossenbürg, dove morì; il partigiano Rosolino Grignani, ex calciatore del Fanfulla in Serie C, fu assassinato dai nazisti in ritirata; altre stragi di civili furono compiute a Galgagnano e a Sant'Angelo, mentre tre antifascisti di Castiglione d'Adda furono uccisi nello stadio di Crema.
Fra la sera del 25 aprile 1945 e il mattino seguente, le forze che facevano capo al CLN locale – presieduto dall'esponente democristiano Giuseppe Arcaini – passarono all'attacco impossessandosi dei principali edifici pubblici, delle caserme e di altri punti strategici; un'autocolonna della Wehrmacht che si accingeva a bombardare la città fu neutralizzata da un gruppo di partigiani, coadiuvati da semplici cittadini armati. Il 27 aprile i tedeschi lasciarono rapidamente il centro abitato, colpendo a morte sedici giovani in viale Piacenza: quando gli Alleati giunsero a Lodi due giorni più tardi, la trovarono già totalmente libera. Poche settimane dopo si insediò un'amministrazione provvisoria composta dai delegati di tutte le componenti del CLN: il sindaco era l'indipendente Mario Agnelli, a cui poi succedette il comunista Celestino Trabattoni.

### Lodi fra XX e XXI secolo

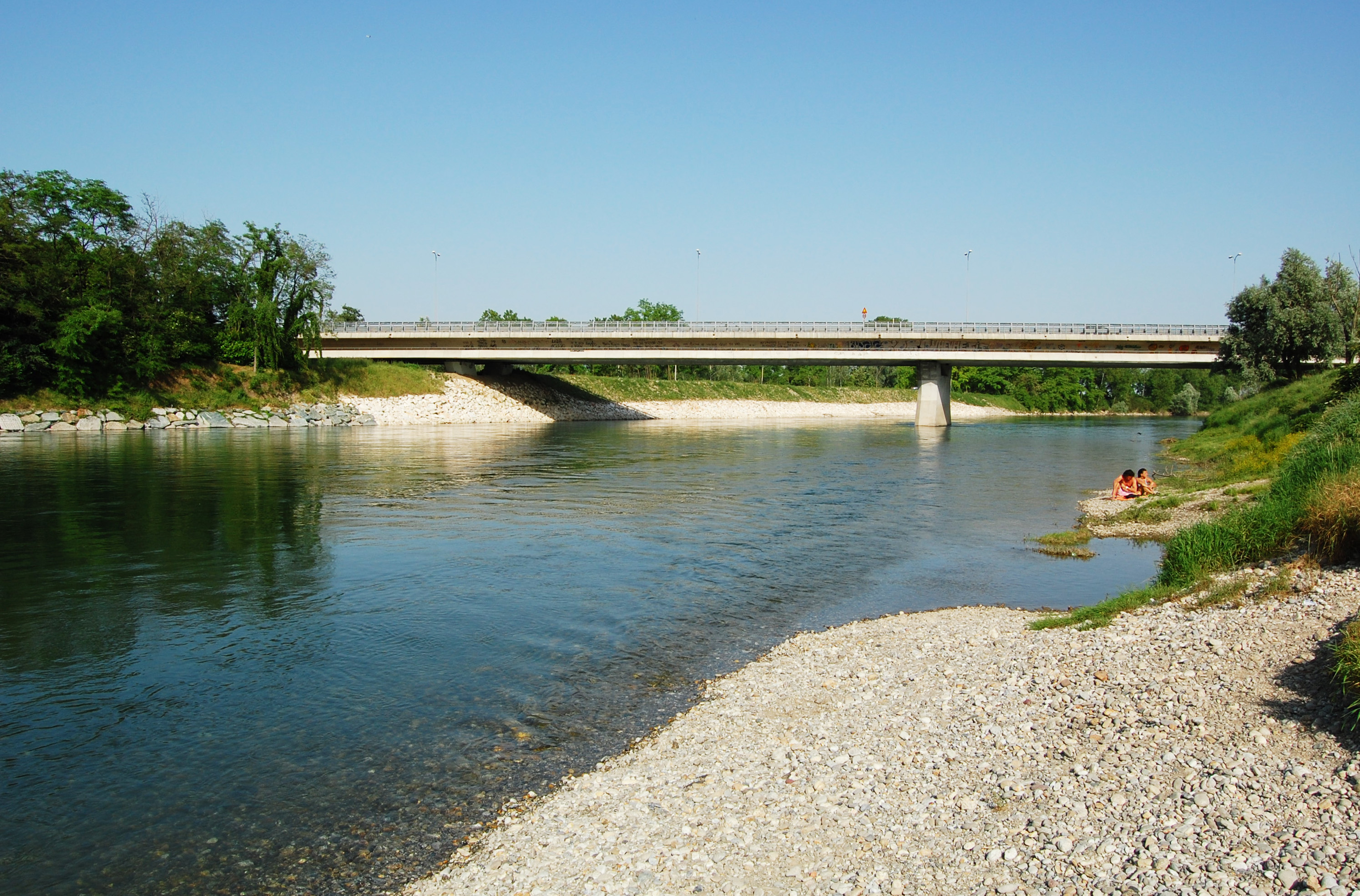
Il ponte della tangenziale est, inaugurata nel 2001

I decenni susseguenti alla nascita della Repubblica Italiana furono contraddistinti da un deciso incremento demografico: la popolazione del comune crebbe dai circa 30 000 abitanti dell'immediato dopoguerra ai 44 422 residenti del censimento generale svolto nel 1971. A partire dal 1955, Lodi conobbe parimenti un impetuoso sviluppo urbanistico e infrastrutturale che coinvolse ambedue le sponde dell'Adda: sorsero nuovi quartieri, tra cui quello delle "case Fanfani" (a ovest del centro storico) e il "villaggio Oliva" (a sud-ovest), entrambi realizzati nell'ambito del programma INA-Casa. La vita pubblica di quel periodo fu segnata dalla difficoltà nel pervenire a un'intesa sul piano regolatore comunale, che fu approvato soltanto nel marzo del 1970 dopo quasi un secolo di tentativi infruttuosi.
Frattanto negli anni cinquanta era stato aperto il grande parco urbano dell'Isola Carolina, creato grazie a una donazione di Enrico Mattei che volle in questo modo ricompensare la città presso la quale erano stati scoperti degli abbondanti giacimenti di gas naturale; l'area verde, estesa all'incirca per 50000 m² e situata a ridosso del nucleo storico dell'abitato, ospita essenze di notevole interesse botanico, selezionate presso il lago di Como e in Toscana. Fra gli anni settanta e i duemila – oltre alla costruzione di un sistema di strade tangenziali, completato nel 2001 con l'inaugurazione del secondo ponte sul fiume – ebbe luogo la dismissione di gran parte del patrimonio edilizio industriale, riconvertito in nuove aree residenziali o adibite a servizi: un esempio paradigmatico di questa trasformazione è costituito dal Centro direzionale della Banca Popolare di Lodi, progettato dall'architetto Renzo Piano e sorto nel luogo in cui in precedenza si trovavano gli stabilimenti della Polenghi Lombardo, nelle vicinanze del castello di Porta Regale.

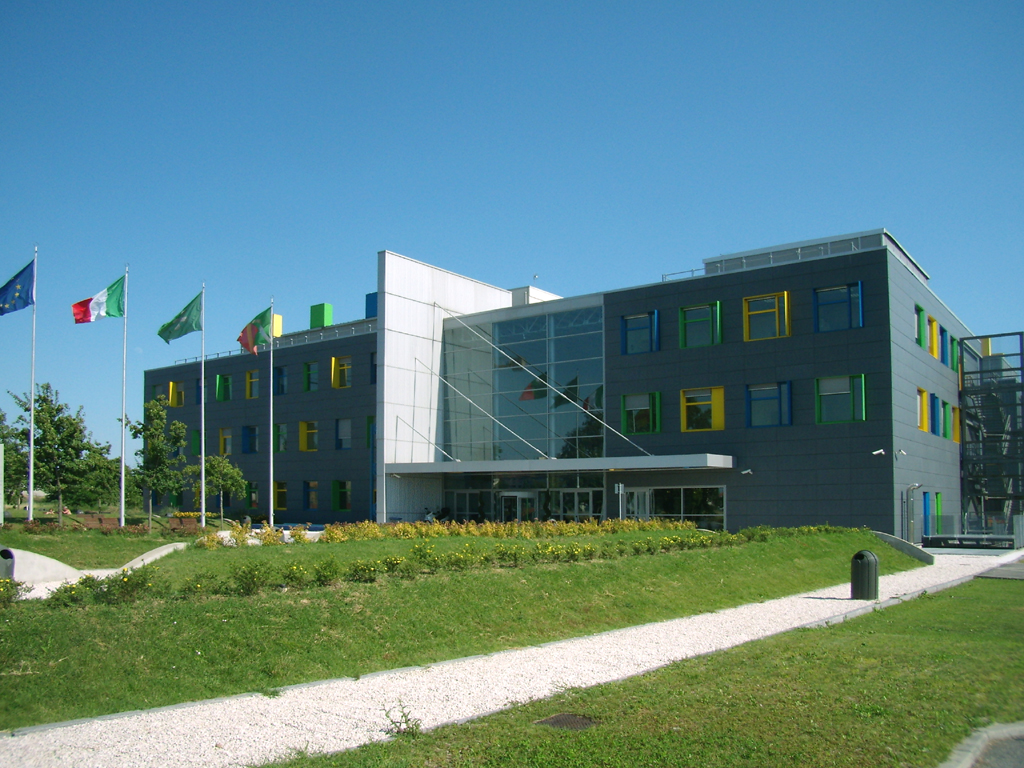
La sede del Parco Tecnologico Padano

Il 6 marzo 1992 fu istituita formalmente la provincia di Lodi, a seguito dello scorporo di 61 comuni dalla provincia di Milano; la prefettura e gli organi elettivi furono resi operativi tre anni più tardi. Papa Giovanni Paolo II si trattenne per breve tempo in città il 20 giugno 1992, diventando il primo pontefice in carica a visitare la diocesi laudense.
Agli inizi del XXI secolo – prima della grande recessione – Lodi beneficiò di una considerevole crescita economica, confermando il proprio status di importante nodo stradale e centro industriale nei settori della cosmesi, della farmaceutica, della metalmeccanica, della lavorazione delle materie plastiche, dell'artigianato e della produzione lattiero-casearia. Si svilupparono anche le attività legate al settore terziario: negli anni duemila, in particolare, si verificò una forte espansione dell'attività bancaria e dei servizi informatici, nonché del turismo culturale ed enogastronomico.
Rappresentando inoltre il punto di riferimento di un territorio tradizionalmente votato all'agricoltura e all'allevamento, la città fu prescelta come sede del Parco Tecnologico Padano; la struttura – inaugurata nel 2005 dal presidente della Repubblica Carlo Azeglio Ciampi – si affermò tra i centri di ricerca più qualificati a livello europeo nel campo delle biotecnologie agroalimentari. Dal 2018 ha sede a Lodi anche la facoltà di medicina veterinaria dell'Università degli Studi di Milano; gli edifici didattici, progettati dall'architetto giapponese Kengo Kuma, sono affiancati da un laboratorio zootecnico sperimentale e da un ospedale veterinario.
Come molti altri centri dell'Italia settentrionale, la città è diventata una realtà multietnica e multiculturale, connotata da una presenza significativa di abitanti provenienti dall'estero: nel 2008 gli stranieri residenti superarono per la prima volta il 10% della popolazione totale.

### Annotazioni
1. ↑  Il passo è tratto dall'opera di Ottone e Acerbo Morena, tramandata con il titolo di De rebus Laudensibus.
2. ↑  Il Contado di Lodi, i cui confini erano segnati dall'Adda a est, dal Po a sud, dal Lambro a ovest e dalla Muzza a nord, era il territorio rurale immediatamente soggetto alla giurisdizione del comune; v.  Contado di Lodi, sec. XIV – 1757, su lombardiabeniculturali.it, Regione Lombardia, 3 gennaio 2006. URL consultato il 18 gennaio 2020 (archiviato il 15 aprile 2019).
3. ↑  Il manoscritto, indicato con il nome di "Laudensis", in seguito andò perduto.
4. ↑  Il cosiddetto "tesoro di san Bassiano" era costituito da una ricca collezione di lavori di oreficeria.
5. ↑  Il termine "chiosi", di origine dialettale, indicava le terre agricole circostanti la città di Lodi, analogamente ai più noti Corpi Santi intorno a Milano.
6. ↑  Lodi aveva ereditato il titolo di città da Laus Pompeia, antico municipium romano, come attestato il 3 dicembre 1158 da un diploma imperiale emanato da Federico Barbarossa; lo status di "città del Regno Lombardo-Veneto" fu riconosciuto con la Imperial Regia Patente del 24 aprile 1815 (v. Marco Meriggi, p. 97).
7. ↑  L'unico capoluogo de facto era Lodi, ove erano dislocati tutti gli uffici amministrativi; il titolo attribuito a Crema era puramente onorifico.
8. ↑  Il Cremasco fu invece unito alla provincia di Cremona.
9. ↑   Gabriele D'Annunzio, Laudi del cielo, del mare, della terra e degli eroi. Libro quarto: Merope, 1912.
«Maremma, canto i tuoi cavalli prodi./ Tra sangue e fuoco ecco un galoppo come/ un nembo. È la Cavalleria di Lodi,/ la schiera della morte. So il tuo nome,/ o buon cavalleggero Mario Sola./ Giovanni Radaelli, so il tuo nome;/ Agide Ghezzi, e il tuo. "Lodi" s'immola./ E veggo i vostri visi di ventenni/ ardere tra l'elmetto ed il sottogola,/ o dentro i crini se il caval s'impenni/ contra il mucchio. Gandolfo, Landolina,/ alla riscossa! Tuona verso Henni./ Tuona da Gargaresch alla salina/ di Mellah, su le dune e le trincere,/ sulle cubbe, su fondachi, a ruina,/ sui pozzi, su le vie carovaniere./ La casa di Giamil ha una cintura/ di fiamma. Appiè, appiè, cavalleggere!»
10. ↑  Il giacimento principale, le cui riserve erano pari a 12 miliardi di metri cubi, fu individuato fra il 1943 e il 1944 nella zona di Caviaga, frazione di Cavenago d'Adda, e all'epoca era il più ampio dell'intera Europa occidentale; v.  Francesco Guidi e Franco Di Cesare, Caviaga, a sessant'anni dalla scoperta (PDF), su pionierieni.it, Associazione pionieri e veterani Eni. URL consultato il 18 gennaio 2020 (archiviato il 17 dicembre 2019). Per questo motivo Lodi fu la prima città in Italia a servirsi del metano per usi civili; v.  50º anniversario della morte di Enrico Mattei, su comune.lodi.it, Comune di Lodi, ottobre 2012. URL consultato il 18 gennaio 2020 (archiviato il 2 novembre 2012).
11. ↑  I comuni della circoscrizione provinciale divennero 60 nel 2018, contestualmente alla fusione di Camairago e Cavacurta nella nuova municipalità di Castelgerundo (legge regionale 11 dicembre 2017, n. 29).

### Fonti
1. ↑  Bassi, Storia di Lodi, pp. 15-19.
2. 1 2 3  Bassi, Storia di Lodi, pp. 15-16.
3. ↑  Bassi, Storia di Lodi, pp. 17-26.
4. ↑  Bassi, Storia di Lodi, pp. 17-30.
5. 1 2  Bassi, Storia di Lodi, pp. 30-31.
6. ↑  Bassi, Storia di Lodi, pp. 37-47.
7. ↑  Bassi, Storia di Lodi, pp. 55-59.
8. ↑  Bassi, Storia di Lodi, pp. 59-86.
9. ↑  Bassi, Storia di Lodi, pp. 100-106.
10. ↑  Ongaro e Riccadonna, p. 3.
11. 1 2  Decreto legislativo 6 marzo 1992, n. 251, articolo 2.
12. 1 2  Plinio, III, 124.
13. 1 2  Bassi, Storia di Lodi, p. 15.
14. ↑  Bassi, Storia di Lodi, p. 20.
15. ↑  Polibio, II, 32-34.
16. 1 2 3 4  Bassi, Storia di Lodi, p. 16.
17. 1 2 3 4 5  Bassi, Storia di Lodi, pp. 17-18.
18. 1 2  Bassi, Storia di Lodi, p. 18.
19. ↑  Bassi, Storia di Lodi, p. 17.
20. 1 2  Bassi, Storia di Lodi, p. 19.
21. ↑  Luciano di Samosata, 55, 1.
22. ↑  Bassi, Storia di Lodi, pp. 18-19.
23. ↑  Ciseri, pp. 285-286.
24. 1 2 3 4 5  Bassi, Storia di Lodi, p. 23.
25. ↑  Simmaco, VII, XIII e XIV.
26. ↑  Sigonio, I, 2, p. 500.
27. 1 2 3 4 5  Bassi, Storia di Lodi, p. 25.
28. ↑  Bassi, Storia di Lodi, pp. 25-26.
29. 1 2 3 4 5  Bassi, Storia di Lodi, p. 24.
30. 1 2 3 4 5 6  Bassi, Storia di Lodi, p. 26.
31. ↑  Vignati, parte I, vol. 1, n. 170, p. 203.
32. 1 2 3  Bassi, Storia di Lodi, pp. 26-29.
33. 1 2 3 4 5 6  Bassi, Storia di Lodi, p. 29.
34. ↑  Bassi, Storia di Lodi, pp. 29-30.
35. 1 2 3  Bassi, Storia di Lodi, p. 30.
36. ↑  Bottini et al., p. 15.
37. 1 2  Bassi, Storia di Lodi, p. 37.
38. ↑  Bottini et al., p. 16.
39. ↑  Bassi, Storia di Lodi, pp. 37-38.
40. ↑  Bassi, Storia di Lodi, p. 38.
41. ↑  Bassi, Storia di Lodi, pp. 38-41.
42. ↑  Ambreck et al., p. 142.
43. ↑  Bottini et al., p. 35.
44. 1 2 3 4  Bassi, Storia di Lodi, p. 41.
45. ↑  Bassi, Storia di Lodi, pp. 41-42.
46. 1 2 3  Bassi, Storia di Lodi, p. 42.
47. 1 2  Bassi, Storia di Lodi, p. 43.
48. ↑  Bassi, Storia di Lodi, pp. 43-44.
49. 1 2 3  Bassi, Storia di Lodi, p. 47.
50. 1 2  Bassi, Storia di Lodi, p. 48.
51. ↑  Bassi, Storia di Lodi, pp. 42-43.
52. 1 2 3 4 5  Bassi, Storia di Lodi, p. 44.
53. ↑  Bassi, Storia di Lodi, p. 49.
54. ↑  Vignati, parte II, vol. 1, n. 335, p. 335; parte II, vol. 2, nn. 342-343, pp. 345-346.
55. 1 2 3 4  Bassi, Storia di Lodi, pp. 44-47.
56. 1 2  Bottini et al., p. 24.
57. ↑  Ambreck et al., p. 134.
58. ↑  Grillo e Levati, p. 114.
59. 1 2 3 4  Bassi, Storia di Lodi, p. 53.
60. ↑  Bassi, Storia di Lodi, pp. 53-54.
61. 1 2 3  Bassi, Storia di Lodi, p. 54.
62. ↑  Bassi, Storia di Lodi, p. 62.
63. 1 2   Paola Scarcia Piacentini, La tradizione laudense di Cicerone ed un inesplorato manoscritto della Biblioteca Vaticana (Vat. lat. 3237), in Revue d'histoire des textes, 11 (1981), Aubervilliers, Institut de recherche et d'histoire des textes, 1983,  pp. 123-146. URL consultato il 4 marzo 2020.
64. 1 2 3  Bassi, Storia di Lodi, pp. 54-55.
65. ↑  Majocchi, pp. 187-286.
66. 1 2  Bassi, Storia di Lodi, p. 55.
67. ↑  Ambreck et al., p. 133.
68. ↑  Bassi, Storia di Lodi, pp. 55-62.
69. ↑  Bassi, Storia di Lodi, pp. 56-59.
70. ↑  Bottini et al., pp. 22-23.
71. 1 2 3 4  Bassi, Storia di Lodi, p. 59.
72. ↑  Bassi, Storia di Lodi, p. 63.
73. ↑  Bassi, Storia di Lodi, pp. 59-60.
74. 1 2 3 4  Bassi, Storia di Lodi, p. 60.
75. ↑  Bassi, Storia di Lodi, pp. 60-61.
76. ↑  Bottini et al., p. 64.
77. 1 2  Bassi, Storia di Lodi, p. 61.
78. 1 2  Bassi, Storia di Lodi, p. 69.
79. 1 2  Bassi, Storia di Lodi, p. 70.
80. ↑  Bassi, Storia di Lodi, p. 72.
81. ↑  Bassi, Storia di Lodi, pp. 72-75.
82. ↑  Bassi et al., p. 265.
83. 1 2  Bassi, Storia di Lodi, p. 78.
84. ↑  Bassi, Storia di Lodi, p. 75.
85. 1 2 3  Bottini et al., p. 25.
86. 1 2 3 4  Bassi, Storia di Lodi, p. 76.
87. ↑  Bottini et al., p. 65.
88. ↑  Bottini et al., p. 61.
89. ↑  Bottini et al., p. 76.
90. ↑  Agnelli, pp. 243-244.
91. ↑  Bottini et al., pp. 37-39.
92. ↑  Agnelli, p. 248.
93. ↑  Bottini et al., pp. 24-25.
94. ↑  Maurizio Meriggi, p. 113.
95. 1 2 3  Bassi, Storia di Lodi, p. 83.
96. ↑  Chandler, pp. 132-136.
97. ↑  Chandler, p. 137.
98. 1 2 3  Bassi, Storia di Lodi, p. 84.
99. ↑  Chandler, p. 138.
100. ↑  Bassi, Storia di Lodi, pp. 84-85.
101. ↑  Bassi, Storia di Lodi, pp. 95-96.
102. ↑  Chandler, p. 139.
103. 1 2 3 4  Bassi, Storia di Lodi, p. 85.
104. 1 2 3 4 5  Bassi, Storia di Lodi, p. 86.
105. ↑   Comune di Lodi, 1796 – 1815, su lombardiabeniculturali.it, Regione Lombardia, 8 giugno 2004. URL consultato il 18 gennaio 2020 (archiviato il 4 dicembre 2019).
106. ↑   Paolo Mezzanotte, Giocondo Albertolli, in Dizionario biografico degli italiani, Roma, Istituto dell'Enciclopedia Italiana. URL consultato il 3 febbraio 2021.
107. ↑  Bassi, Storia di Lodi, pp. 86-89.
108. ↑   Giovanni Agnelli, Ferdinando I, il Passeggio interno e l'Obelisco del Largo Roma, in Archivio storico per la città e comuni del circondario di Lodi, anno 23, fascicolo 3, Lodi, Società storica lodigiana, settembre 1904,  pp. 140-144, ISSN 0004-0347 (WC · ACNP). URL consultato il 9 aprile 2020.
109. ↑  Bassi, Storia di Lodi, p. 87.
110. 1 2  Bassi, Storia di Lodi, p. 89.
111. 1 2  Bassi, Storia di Lodi, p. 90.
112. ↑  Bassi, Storia di Lodi, pp. 90-91.
113. ↑  Bassi, Storia di Lodi, pp. 91-99.
114. 1 2  Bassi, Storia di Lodi, pp. 99-100.
115. 1 2 3 4  Bassi, Storia di Lodi, p. 100.
116. ↑  Bassi et al., p. 296.
117. 1 2  Bassi, Storia di Lodi, pp. 100-107.
118. ↑  Bassi, Storia di Lodi, p. 101.
119. ↑  Maurizio Meriggi, pp. 114-117.
120. ↑  Maurizio Meriggi, pp. 114-132.
121. ↑  Maurizio Meriggi, pp. 112-116.
122. ↑  Bassi et al., p. 304.
123. 1 2  Bassi, Storia di Lodi, p. 102.
124. ↑  Regio decreto 18 gennaio 1877, n. 3644.
125. 1 2  Bassi, Storia di Lodi, pp. 102-103.
126. ↑  Bassi, Storia di Lodi, p. 103.
127. ↑  Bassi, Storia di Lodi, pp. 103-104.
128. ↑  Bassi, Storia di Lodi, p. 107.
129. ↑  Bassi, Storia di Lodi, pp. 108-109.
130. ↑  Colombo, pp. 56-60.
131. ↑  Colombo, pp. 60-62.
132. ↑  Colombo, pp. 62-65.
133. ↑  Colombo, pp. 65-67.
134. ↑  Colombo, pp. 64-71.
135. ↑  Colombo, pp. 71-74.
136. ↑  Ongaro e Riccadonna, pp. 42-44.
137. ↑  Colombo, p. 71.
138. ↑  Fusari, p. 211.
139. ↑  Colombo, pp. 71-72.
140. ↑  Ongaro e Riccadonna, pp. 6-8.
141. ↑  Ongaro e Riccadonna, pp. 13-18.
142. ↑  Ongaro e Riccadonna, pp. 27-30.
143. ↑  Ongaro e Riccadonna, pp. 69-70.
144. ↑  Ongaro e Riccadonna, pp. 36-39.
145. ↑  Ongaro e Riccadonna, pp. 50-51.
146. ↑  Ongaro e Riccadonna, pp. 57-60.
147. ↑  Ongaro e Riccadonna, pp. 101-104.
148. ↑  Ongaro e Riccadonna, pp. 75-78.
149. ↑  Ongaro e Riccadonna, pp. 21-23.
150. ↑  Ongaro e Riccadonna, pp. 50-52.
151. ↑  Ongaro e Riccadonna, pp. 85-89.
152. 1 2  Ongaro e Riccadonna, pp. 128-132.
153. ↑  Colombo, p. 76.
154. ↑  Colombo, pp. 76-78.
155. ↑  Bassi, Lodi fra storia e cronaca dal 1919 al 1945, pp. 158-166.
156. ↑  Maurizio Meriggi, p. 135.
157. ↑  Colombo, pp. 78-91.
158. ↑  Maurizio Meriggi, p. 144.
159. ↑  Colombo, p. 88.
160. ↑   Laura De Benedetti, Lodi, parla un dirigente del Comune degli anni '50: "Così nacque l'Isola Carolina", in Il Giorno, 25 agosto 2018. URL consultato il 18 gennaio 2020 (archiviato il 25 agosto 2018).
161. ↑  Pubblicato il bando del concorso di progettazione dei lavori di riqualificazione del Parco dell'Isola Carolina (comunicato stampa), Comune di Lodi, 31 agosto 2007.
162. ↑   Lodi, nuovo ponte sull'Adda. L'attesa è durata 26 anni, in Corriere della Sera, 15 novembre 2001,  p. 53.
163. ↑  Maurizio Meriggi, p. 109.
164. ↑  Galuzzi, sezione 12 – La Lodi moderna.
165. ↑   Come raggiungerci, su prefettura.it, Prefettura – Ufficio Territoriale del Governo di Lodi, 14 aprile 2009. URL consultato il 18 gennaio 2020 (archiviato il 13 aprile 2013).
166. ↑   Cenni storici, su provincia.lodi.it, Provincia di Lodi. URL consultato il 18 gennaio 2020 (archiviato il 14 dicembre 2019).
167. ↑  Pallavera, pp. 4-5.
168. 1 2  Dossi, voce «Lodi».
169. ↑  La Provincia di Lodi torna alla BIT (comunicato stampa), Provincia di Lodi, 20 febbraio 2008.
170. ↑   Federico Gaudenzi, La Rassegna fa festa nel segno del gusto, in Il Cittadino, 5 ottobre 2017,  p. 4.
171. ↑   Ciampi sprona Lodi e l'Italia, in Il Cittadino, 8 dicembre 2005,  p. 1.
172. ↑   Caterina Belloni, Ricerca, la sfida lombarda: "Ora importiamo cervelli", in Corriere della Sera, 18 ottobre 2006,  p. 13.
173. ↑   Andrea Caruso, Svelato a Lodi il "Dna" del pesco, una storia che ha 4mila anni, in Il Cittadino, 25 marzo 2013,  p. 12.
174. ↑   Medicina veterinaria, su unimi.it, Università degli Studi di Milano. URL consultato il 18 gennaio 2020 (archiviato il 13 dicembre 2019).
175. ↑   Bilancio demografico e popolazione residente straniera al 31 dicembre 2008, su demo.istat.it, Istituto nazionale di statistica, 8 ottobre 2009. URL consultato il 18 gennaio 2020.
176. ↑   Bilancio demografico al 31 dicembre 2008, su demo.istat.it, Istituto nazionale di statistica, 23 giugno 2009. URL consultato il 18 gennaio 2020.